# 日本芸術院賞

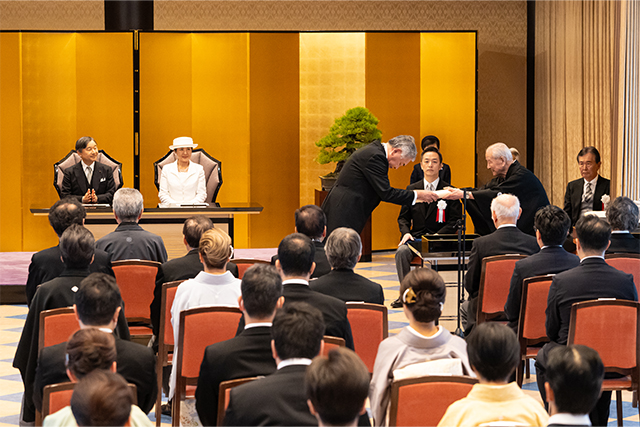
第80回日本芸術院授賞式（2024年6月10日）

日本芸術院賞（にほん げいじゅついん しょう、旧字体：日本藝術院賞）は、日本芸術院がその会員以外の者に授与する賞のひとつ。卓越した芸術作品を作成した者または芸術の進歩に貢献した者に対して授与される。第1回は「帝國藝術院賞」（ていこく げいじゅついん しょう）として、1941年度を対象として翌1942年に授与された。その後1944年度からの中断を経て、1947年度より日本芸術院賞と改称して授与を再開し、現在に至る。
受賞者は、日本芸術院会員から推薦された者の中から、院内の選考委員会を経て選ばれる。1949年度からは「恩賜賞」が創設され、当初は日本芸術院賞とは別個の賞として選ばれていたが、1977年度以降は、毎年の日本芸術院賞受賞者の中から特に選ばれた者に対して授与されるようになった。日本芸術院賞及び恩賜賞は、共に皇室の下賜金で賄われており、受賞者には賞状・賞牌・賞金が贈呈される。授賞式は、天皇・皇后の行幸啓を仰ぎ、毎年6月頃に挙行される。
日本芸術院賞受賞者は、後年日本芸術院会員に選出されることが多く、2024年までに受賞した695名のうち、2025年時点で404名（約58.1％）が会員に選出されている。

## 受賞者
以下一覧中、受賞者の氏名（雅号、筆名、芸名等）は受賞時のものである。また、専門及び受賞理由については、日本芸術院の公式ホームページによる。

### 第1回から第10回
| 回・年度                  | 授賞年 | 部     | 専門     | 氏名           | 受賞理由                                   | 芸術院会員 |
| ------------------------- | ------ | ------ | -------- | -------------- | ------------------------------------------ | ---------- |
| 第1回 1941（昭和16）年度  | 1942年 | 第一部 | 洋画     | 小磯良平       | 洋画「娘子関を征く」                       | 1982年     |
| 第1回 1941（昭和16）年度  | 1942年 | 第二部 | 文学     | 川田順         | 歌集「鷲竝国初聖蹟歌」                     | 1963年     |
| 第1回 1941（昭和16）年度  | 1942年 | 第二部 | 文学     | 高村光太郎     | 詩集「道程」                               |            |
| 第2回 1942（昭和17）年度  | 1943年 | 第一部 | 日本画   | 島田墨仙       | 日本画「山鹿素行先生」                     |            |
| 第2回 1942（昭和17）年度  | 1943年 | 第一部 | 洋画     | 宮本三郎       | 油絵「山下パーシバル両司令官会見図」       | 1966年     |
| 第2回 1942（昭和17）年度  | 1943年 | 第一部 | 彫塑     | 古賀忠雄       | 彫刻「建つ大東亜」                         |            |
| 第2回 1942（昭和17）年度  | 1943年 | 第一部 | 工芸     | 吉田源十郎     | 工芸「梅蒔絵飾棚」                         |            |
| 第2回 1942（昭和17）年度  | 1943年 | 第二部 | 文学     | 野口米次郎     | 詩歌「文学上の業績」                       |            |
| 第2回 1942（昭和17）年度  | 1943年 | 第三部 | 洋楽     | 井口基成       | ピアノ「演奏家としての業績」               |            |
| 第3回 1943（昭和18）年度  | 1944年 | 第三部 | 文楽     | 豊竹古靭太夫   | 浄瑠璃太夫「文楽に尽くした業績」           | 1947年     |
| 第4回 1947（昭和22）年度  | 1948年 | 第一部 | 日本画   | 伊東深水       | 日本画「鏡」                               | 1958年     |
| 第4回 1947（昭和22）年度  | 1948年 | 第二部 | 詩歌     | 折口信夫       | 詩歌「文学上の業績」                       |            |
| 第4回 1947（昭和22）年度  | 1948年 | 第三部 | 洋楽     | 藤原義江       | 声楽「歌劇に貢献した業績」                 |            |
| 第4回 1947（昭和22）年度  | 1948年 | 第三部 | 邦楽     | 芝祐泰         | 雅楽「業績に対し」                         | 1950年     |
| 第4回 1947（昭和22）年度  | 1948年 | 第三部 | 邦楽     | 野口兼資       | 能楽「演技に対し」                         | 1950年     |
| 第4回 1947（昭和22）年度  | 1948年 | 第三部 | 演劇     | 杉村春子       | 演劇「演技に対し」                         |            |
| 第5回 1948（昭和23）年度  | 1949年 | 第二部 | 詩歌     | 半田良平       | 歌集「幸木」                               |            |
| 第6回 1949（昭和24）年度  | 1950年 | 第一部 | 洋画     | 鍋井克之       | 洋画「朝の勝浦港」外風景諸作               |            |
| 第6回 1949（昭和24）年度  | 1950年 | 第一部 | 彫塑     | 吉田三郎       | 彫塑「彫塑界の発達に尽した業績」           |            |
| 第6回 1949（昭和24）年度  | 1950年 | 第一部 | 建築     | 岸田日出刀     | 建築「建築界の進歩に尽した業績」           |            |
| 第6回 1949（昭和24）年度  | 1950年 | 第二部 | 文学     | 大佛次郎       | 小説「帰郷」                               | 1960年     |
| 第6回 1949（昭和24）年度  | 1950年 | 第二部 | 翻訳     | 山内義雄       | 翻訳「チボー家の人々」                     | 1966年     |
| 第6回 1949（昭和24）年度  | 1950年 | 第三部 | 文楽     | 鶴澤清六       | 三味線「文楽に尽した業績」                 |            |
| 第6回 1949（昭和24）年度  | 1950年 | 第三部 | 舞台装置 | 伊藤熹朔       | 舞台装置「舞台芸術の発展に尽くした業績」   | 1964年     |
| 第7回 1950（昭和25）年度  | 1951年 | 第一部 | 日本画   | 徳岡神泉       | 日本画「鯉」その他の諸作                   | 1957年     |
| 第7回 1950（昭和25）年度  | 1951年 | 第一部 | 洋画     | 寺内萬治郎     | 洋画「横臥裸婦」その他一連の裸体画         | 1960年     |
| 第7回 1950（昭和25）年度  | 1951年 | 第一部 | 工芸     | 岩田藤七       | ガラス工芸「光の美」                       | 1954年     |
| 第7回 1950（昭和25）年度  | 1951年 | 第一部 | 書       | 川村驥山       | 書「酔古堂剣掃語」                         | 1962年     |
| 第7回 1950（昭和25）年度  | 1951年 | 第二部 | 文学     | 小川未明       | 小説「文学上の業績」                       | 1954年     |
| 第7回 1950（昭和25）年度  | 1951年 | 第二部 | 詩歌     | 尾山篤二郎     | 詩歌「歌壇に尽した業績」                   |            |
| 第7回 1950（昭和25）年度  | 1951年 | 第二部 | 評論     | 小林秀雄       | 文学評論集「小林秀雄全集」                 | 1960年     |
| 第7回 1950（昭和25）年度  | 1951年 | 第三部 | 邦楽     | 観世華雪       | 能楽「能楽界に尽した業績」                 | 1952年     |
| 第7回 1950（昭和25）年度  | 1951年 | 第三部 | 演劇     | 中村時蔵       | 歌舞伎「演技に対し」                       | 1958年     |
| 第8回 1951（昭和26）年度  | 1952年 | 第一部 | 洋画     | 中山巍         | 洋画「マチス礼賛」                         |            |
| 第8回 1951（昭和26）年度  | 1952年 | 第一部 | 彫塑     | 加藤顕清       | 彫塑「人間」                               |            |
| 第8回 1951（昭和26）年度  | 1952年 | 第一部 | 工芸     | 山鹿清華       | 工芸「手織錦無心壁掛」                     | 1957年     |
| 第8回 1951（昭和26）年度  | 1952年 | 第一部 | 建築     | 吉田五十八     | 建築「建築界に尽した業績」                 | 1954年     |
| 第8回 1951（昭和26）年度  | 1952年 | 第二部 | 小説     | 川端康成       | 小説「千羽鶴」                             | 1954年     |
| 第8回 1951（昭和26）年度  | 1952年 | 第二部 | 文学     | 日夏耿之介     | 詩歌「明治浪漫文学史」「日夏耿之介全詩集」 |            |
| 第8回 1951（昭和26）年度  | 1952年 | 第三部 | 演劇     | 市川猿之助     | 歌舞伎「演技に対し」                       | 1955年     |
| 第8回 1951（昭和26）年度  | 1952年 | 第三部 | 舞踊     | 井上八千代     |                                            | 1957年     |
| 第9回 1952（昭和27）年度  | 1953年 | 第一部 | 日本画   | 児玉希望       | 日本画「室内」                             | 1959年     |
| 第9回 1952（昭和27）年度  | 1953年 | 第一部 | 彫塑     | 澤田政廣       | 彫塑「三華」                               | 1962年     |
| 第9回 1952（昭和27）年度  | 1953年 | 第一部 | 工芸     | 香取正彦       | 金工「攀龍壺」                             | 1987年     |
| 第9回 1952（昭和27）年度  | 1953年 | 第一部 | 書       | 辻本史邑       | 書「白詩七律」                             |            |
| 第9回 1952（昭和27）年度  | 1953年 | 第一部 | 建築     | 村野藤吾       | 建築「芸術界に尽した業績」                 | 1955年     |
| 第9回 1952（昭和27）年度  | 1953年 | 第二部 | 文学     | 土屋文明       | 詩歌「万葉集私注」                         | 1962年     |
| 第9回 1952（昭和27）年度  | 1953年 | 第二部 | 文学     | 服部担風       | 詩歌「漢詩界に尽した業績」                 |            |
| 第9回 1952（昭和27）年度  | 1953年 | 第二部 | 文学     | 三好達治       | 詩歌「詩壇に尽した業績」                   | 1963年     |
| 第9回 1952（昭和27）年度  | 1953年 | 第二部 | 翻訳     | 石川欣一       | 翻訳「花ひらくニューイングランド」         |            |
| 第9回 1952（昭和27）年度  | 1953年 | 第三部 | 邦楽     | 櫻間弓川       | 能楽「卒塔婆小町」                         | 1957年     |
| 第9回 1952（昭和27）年度  | 1953年 | 第三部 | 邦楽     | 常磐津文字兵衛 | 三味線「常磐津界に尽した業績」             | 1953年     |
| 第9回 1952（昭和27）年度  | 1953年 | 第三部 | 邦楽     | 中尾都山       | 邦楽「尺八の演奏に対し」                   |            |
| 第9回 1952（昭和27）年度  | 1953年 | 第三部 | 演劇     | 市川壽海       | 歌舞伎「演技に対し」                       | 1960年     |
| 第10回 1953（昭和28）年度 | 1954年 | 第一部 | 日本画   | 金島桂華       | 日本画「冬田」                             | 1959年     |
| 第10回 1953（昭和28）年度 | 1954年 | 第一部 | 洋画     | 小絲源太郎     | 洋画「春雪」その他昭和二十八年度風景諸作   | 1959年     |
| 第10回 1953（昭和28）年度 | 1954年 | 第一部 | 彫塑     | 清水多嘉示     | 彫塑「靑年像」                             | 1965年     |
| 第10回 1953（昭和28）年度 | 1954年 | 第一部 | 工芸     | 楠部彌弌       | 工芸（陶芸）花瓶「慶夏」                   | 1962年     |
| 第10回 1953（昭和28）年度 | 1954年 | 第一部 | 工芸     | 山崎覚太郎     | 工芸（漆芸）「三曲衝立」                   | 1957年     |
| 第10回 1953（昭和28）年度 | 1954年 | 第二部 | 文学     | 小宮豊隆       | 文学「夏目漱石」改訂版 上・中・下巻        |            |
| 第10回 1953（昭和28）年度 | 1954年 | 第三部 | 邦楽     | 茂山彌五郎     | 能狂言「釣狐」                             |            |
| 第10回 1953（昭和28）年度 | 1954年 | 第三部 | 演劇     | 阪東壽三郎     | 歌舞伎                                     |            |

### 第11回から第20回
| 回・年度                  | 授賞年 | 部     | 専門     | 氏名         | 受賞理由                                                             | 芸術院会員 |
| ------------------------- | ------ | ------ | -------- | ------------ | -------------------------------------------------------------------- | ---------- |
| 第11回 1954（昭和29）年度 | 1955年 | 第一部 | 日本画   | 橋本明治     | 日本画「まり千代像」                                                 | 1971年     |
| 第11回 1954（昭和29）年度 | 1955年 | 第一部 | 彫刻     | 橋本朝秀     | 木彫「華厳」                                                         |            |
| 第11回 1954（昭和29）年度 | 1955年 | 第一部 | 工芸     | 内藤春治     | 工芸「青銅花瓶」                                                     |            |
| 第11回 1954（昭和29）年度 | 1955年 | 第一部 | 書       | 西川寧       | 書「隸書七言聯」                                                     | 1969年     |
| 第11回 1954（昭和29）年度 | 1955年 | 第二部 | 文学     | 坪田譲治     | 文学「坪田讓治全集」八巻                                             | 1964年     |
| 第11回 1954（昭和29）年度 | 1955年 | 第二部 | 翻訳     | 鈴木信太郎   | 文学「フランス詩法」上・下二巻                                       | 1963年     |
| 第11回 1954（昭和29）年度 | 1955年 | 第三部 | 邦楽     | 山田抄太郎   | 邦楽                                                                 | 1959年     |
| 第11回 1954（昭和29）年度 | 1955年 | 第三部 | 演劇     | 花柳章太郎   | 演劇                                                                 | 1962年     |
| 第12回 1955（昭和30）年度 | 1956年 | 第一部 | 日本画   | 東山魁夷     | 日本画「光昏」                                                       | 1965年     |
| 第12回 1955（昭和30）年度 | 1956年 | 第一部 | 日本画   | 山口華楊     | 日本画「仔馬」                                                       | 1971年     |
| 第12回 1955（昭和30）年度 | 1956年 | 第一部 | 洋画     | 鬼頭鍋三郎   | 洋画「アトリエにて」                                                 | 1963年     |
| 第12回 1955（昭和30）年度 | 1956年 | 第一部 | 工芸     | 清水六兵衛   | 工芸（陶磁）「玄窯叢花瓶」                                           | 1962年     |
| 第12回 1955（昭和30）年度 | 1956年 | 第一部 | 工芸     | 三井義夫     | 工芸（彫金）「彫金象嵌花器」                                         |            |
| 第12回 1955（昭和30）年度 | 1956年 | 第二部 | 小説     | 井伏鱒二     | 小説「漂民宇三郎」その他                                             | 1960年     |
| 第12回 1955（昭和30）年度 | 1956年 | 第二部 | 評論     | 昇曙夢       | 文学「ロシヤ・ソヴエト文学史」                                       |            |
| 第12回 1955（昭和30）年度 | 1956年 | 第三部 | 邦楽     | 杵屋栄蔵     | 邦楽（長唄）                                                         | 1962年     |
| 第12回 1955（昭和30）年度 | 1956年 | 第三部 | 演劇     | 市川左團次   | 演劇（歌舞伎）                                                       | 1963年     |
| 第12回 1955（昭和30）年度 | 1956年 | 第三部 | 演劇     | 水谷八重子   | 演劇（新派）                                                         | 1967年     |
| 第13回 1956（昭和31）年度 | 1957年 | 第一部 | 日本画   | 杉山寧       | 日本画「孔雀」                                                       | 1970年     |
| 第13回 1956（昭和31）年度 | 1957年 | 第一部 | 洋画     | 鈴木千久馬   | 洋画「てっせん」                                                     | 1972年     |
| 第13回 1956（昭和31）年度 | 1957年 | 第一部 | 彫塑     | 雨宮治郎     | 彫塑「健人」                                                         | 1964年     |
| 第13回 1956（昭和31）年度 | 1957年 | 第一部 | 工芸     | 宮之原謙     | 工芸 陶製花瓶「空」                                                  |            |
| 第13回 1956（昭和31）年度 | 1957年 | 第一部 | 書       | 鈴木翠軒     | 書「禅牀夢美人」                                                     | 1960年     |
| 第13回 1956（昭和31）年度 | 1957年 | 第一部 | 建築     | 堀口捨己     | 建築                                                                 |            |
| 第13回 1956（昭和31）年度 | 1957年 | 第一部 | 装飾美術 | 東郷青児     | 装飾美術 壁画「創生の歌」（熊本市大洋デパート）                      | 1960年     |
| 第13回 1956（昭和31）年度 | 1957年 | 第二部 | 小説     | 幸田文       | 小説「流れる」                                                       | 1976年     |
| 第13回 1956（昭和31）年度 | 1957年 | 第二部 | 評論     | 和田芳惠     | 評論「一葉の日記」                                                   |            |
| 第13回 1956（昭和31）年度 | 1957年 | 第三部 | 邦楽     | 芳村伊十郎   | 邦楽（長唄）                                                         |            |
| 第13回 1956（昭和31）年度 | 1957年 | 第三部 | 舞踊     | 花柳壽輔     | 舞踊（邦舞）                                                         | 1962年     |
| 第14回 1957（昭和32）年度 | 1958年 | 第一部 | 日本画   | 望月春江     | 日本画「蓮」                                                         |            |
| 第14回 1957（昭和32）年度 | 1958年 | 第一部 | 日本画   | 森白甫       | 日本画「花」                                                         | 1978年     |
| 第14回 1957（昭和32）年度 | 1958年 | 第一部 | 洋画     | 中野和高     | 洋画「少女」                                                         |            |
| 第14回 1957（昭和32）年度 | 1958年 | 第一部 | 彫塑     | 松田尚之     | 彫塑「女性」                                                         | 1968年     |
| 第14回 1957（昭和32）年度 | 1958年 | 第一部 | 工芸     | 山室百世     | 工芸「鋳銅平足扁壺」                                                 |            |
| 第14回 1957（昭和32）年度 | 1958年 | 第二部 | 詩歌     | 川路柳虹     | 詩集「波」及びその全詩集                                             |            |
| 第14回 1957（昭和32）年度 | 1958年 | 第二部 | 評論     | 新関良三     | 「ギリシャ・ローマ演劇史」                                           |            |
| 第15回 1958（昭和33）年度 | 1959年 | 第一部 | 日本画   | 加藤栄三     | 日本画「空」                                                         |            |
| 第15回 1958（昭和33）年度 | 1959年 | 第一部 | 日本画   | 森田沙伊     | 日本画「少年」                                                       | 1975年     |
| 第15回 1958（昭和33）年度 | 1959年 | 第一部 | 洋画     | 小山敬三     | 洋画「初夏の白鷺城」ならびに一連の「白鷺城」                         | 1960年     |
| 第15回 1958（昭和33）年度 | 1959年 | 第一部 | 洋画     | 林武         | 洋画「林武回顧新作展」                                               |            |
| 第15回 1958（昭和33）年度 | 1959年 | 第一部 | 工芸     | 井上良斎     | 工芸「丸文平皿」                                                     | 1966年     |
| 第15回 1958（昭和33）年度 | 1959年 | 第一部 | 工芸     | 大須賀喬     | 工芸「全彩透彫飾皿」                                                 |            |
| 第15回 1958（昭和33）年度 | 1959年 | 第一部 | 建築     | 中村順平     | 建築                                                                 | 1975年     |
| 第15回 1958（昭和33）年度 | 1959年 | 第二部 | 小説     | 井上靖       | 小説「氷壁」その他の諸作品                                           | 1964年     |
| 第15回 1958（昭和33）年度 | 1959年 | 第二部 | 評論     | 吉田精一     | 評論「自然主義の研究」上・下                                         |            |
| 第15回 1958（昭和33）年度 | 1959年 | 第三部 | 邦楽     | 中能島欣一   | 邦楽（箏曲）                                                         | 1961年     |
| 第15回 1958（昭和33）年度 | 1959年 | 第三部 | 演劇     | 小津安二郎   | 演劇（映画）                                                         | 1963年     |
| 第16回 1959（昭和34）年度 | 1960年 | 第一部 | 日本画   | 池田遙邨     | 日本画「波」に対し                                                   | 1976年     |
| 第16回 1959（昭和34）年度 | 1960年 | 第一部 | 日本画   | 郷倉千靱     | 日本画「山霧」に対し                                                 | 1972年     |
| 第16回 1959（昭和34）年度 | 1960年 | 第一部 | 日本画   | 髙山辰雄     | 日本画「白翳」に対し                                                 | 1972年     |
| 第16回 1959（昭和34）年度 | 1960年 | 第一部 | 洋画     | 大久保作次郎 | 洋画「市場の魚店」並びに業績に対し                                   | 1963年     |
| 第16回 1959（昭和34）年度 | 1960年 | 第一部 | 洋画     | 鈴木信太郎   | 洋画「鈴木信太郎油絵展」並びに一連の風景画に対し                     | 1969年     |
| 第16回 1959（昭和34）年度 | 1960年 | 第一部 | 工芸     | 岸本景春     | 工芸（刺繍）「湖面の影」                                             |            |
| 第16回 1959（昭和34）年度 | 1960年 | 第一部 | 工芸     | 各務鉱三     | 工芸「クリスタル硝子鉢」に対し                                       |            |
| 第16回 1959（昭和34）年度 | 1960年 | 第一部 | 書       | 松本芳翠     | 書「談玄観妙」に対し                                                 | 1971年     |
| 第16回 1959（昭和34）年度 | 1960年 | 第二部 | 小説     | 火野葦平     | 小説「革命前後」その他を含めての生前の業績                           |            |
| 第16回 1959（昭和34）年度 | 1960年 | 第三部 | 邦楽     | 近藤乾三     | 邦楽（能）宝生流シテ方の演技に対し                                   | 1976年     |
| 第17回 1960（昭和35）年度 | 1961年 | 第一部 | 日本画   | 岩田正巳     | 日本画「石仏」に対し                                                 | 1977年     |
| 第17回 1960（昭和35）年度 | 1961年 | 第一部 | 日本画   | 西山英雄     | 日本画「天壇」に対し                                                 | 1980年     |
| 第17回 1960（昭和35）年度 | 1961年 | 第一部 | 日本画   | 矢野橋村     | 日本画「錦楓」に対し                                                 |            |
| 第17回 1960（昭和35）年度 | 1961年 | 第一部 | 洋画     | 新道繁       | 洋画「松」を中心とする近年の業績 特に昭和三十五年における個展に対し  | 1977年     |
| 第17回 1960（昭和35）年度 | 1961年 | 第一部 | 洋画     | 田﨑廣助     | 洋画「初夏の阿蘇山」「朝やけの大山」ほか山の連作に対し               | 1967年     |
| 第17回 1960（昭和35）年度 | 1961年 | 第一部 | 彫塑     | 堀進二       | 彫塑「人海」に対し                                                   |            |
| 第17回 1960（昭和35）年度 | 1961年 | 第一部 | 工芸     | 佐治賢使     | 工芸 漆工屏風「都会」に対し                                          | 1981年     |
| 第17回 1960（昭和35）年度 | 1961年 | 第一部 | 工芸     | 皆川月華     | 工芸 染彩「濤」に対し                                                |            |
| 第17回 1960（昭和35）年度 | 1961年 | 第一部 | 書       | 安東聖空     | 書 仮名「みなそこ」に対し                                            | 1972年     |
| 第17回 1960（昭和35）年度 | 1961年 | 第一部 | 書       | 中村蘭台     | 書 篆刻「老子語和光同塵」に対し                                      |            |
| 第17回 1960（昭和35）年度 | 1961年 | 第一部 | 建築     | 谷口吉郎     | 建築 東宮御所の設計及びその他の業績に対し                            | 1962年     |
| 第17回 1960（昭和35）年度 | 1961年 | 第二部 | 小説     | 石川淳       | 小説 多年にわたる作家としての業績に対し                              | 1964年     |
| 第17回 1960（昭和35）年度 | 1961年 | 第二部 | 評論     | 河上徹太郎   | 評論 多年にわたる評論家としての業績に対し                            | 1963年     |
| 第17回 1960（昭和35）年度 | 1961年 | 第三部 | 洋楽     | 豊増昇       | 洋楽（ピアノ）永年にわたるピアノ運動、特にバッハの演奏に対し         | 1962年     |
| 第17回 1960（昭和35）年度 | 1961年 | 第三部 | 邦楽     | 杵屋六左衛門 | 邦楽（長唄）長唄界における永年の功績に対し                           | 1966年     |
| 第17回 1960（昭和35）年度 | 1961年 | 第三部 | 邦楽     | 橋岡久太郎   | 邦楽（能）「菊慈童」「羽衣」の演技並びに業績に対し                   | 1963年     |
| 第18回 1961（昭和36）年度 | 1962年 | 第一部 | 日本画   | 小倉遊亀     | 日本画「母子」に対し                                                 | 1976年     |
| 第18回 1961（昭和36）年度 | 1962年 | 第一部 | 日本画   | 三輪晁勢     | 日本画「朱柱」に対し                                                 | 1979年     |
| 第18回 1961（昭和36）年度 | 1962年 | 第一部 | 洋画     | 耳野卯三郎   | 洋画「静物」および以前に発表した静物の連作に対し                     | 1967年     |
| 第18回 1961（昭和36）年度 | 1962年 | 第一部 | 工芸     | 蓮田修吾郎   | 工芸 鋳黄銅「森の鳴動」に対し                                        | 1975年     |
| 第18回 1961（昭和36）年度 | 1962年 | 第一部 | 工芸     | 山脇洋二     | 工芸（彫金）「游砂」に対し                                           |            |
| 第18回 1961（昭和36）年度 | 1962年 | 第一部 | 書       | 炭山南木     | 書「白楽天詩」に対し                                                 |            |
| 第18回 1961（昭和36）年度 | 1962年 | 第一部 | 建築     | 竹腰健造     | 建築 建築界に尽した業績に対し                                        |            |
| 第18回 1961（昭和36）年度 | 1962年 | 第三部 | 邦楽     | 安倍季巌     | 邦楽（雅楽）篳篥および右舞の技に対し                                 | 1969年     |
| 第18回 1961（昭和36）年度 | 1962年 | 第三部 | 演劇     | 中村歌右衛門 | 演劇（歌舞伎）「京鹿子娘道成寺」の演技および立女形としての業績に対し | 1964年     |
| 第19回 1962（昭和37）年度 | 1963年 | 第一部 | 日本画   | 奥田元宋     | 日本画「磐梯」に対し                                                 | 1973年     |
| 第19回 1962（昭和37）年度 | 1963年 | 第一部 | 日本画   | 山田申吾     | 日本画「嶺」に対し                                                   |            |
| 第19回 1962（昭和37）年度 | 1963年 | 第一部 | 洋画     | 田村一男     | 洋画「梅雨高原」に対し                                               | 1980年     |
| 第19回 1962（昭和37）年度 | 1963年 | 第一部 | 洋画     | 中村琢二     | 洋画「画室の女」「男の像」に対し                                     | 1981年     |
| 第19回 1962（昭和37）年度 | 1963年 | 第一部 | 彫塑     | 大内青圃     | 彫塑「多羅菩薩」ならびに一連の仏教彫刻に対し                         | 1969年     |
| 第19回 1962（昭和37）年度 | 1963年 | 第一部 | 彫塑     | 中川清       | 彫塑「あるく」ならびに近作に対し                                     |            |
| 第19回 1962（昭和37）年度 | 1963年 | 第一部 | 工芸     | 番浦省吾     | 工芸（漆芸）「象潮」に対し                                           |            |
| 第19回 1962（昭和37）年度 | 1963年 | 第一部 | 工芸     | 森野嘉光     | 工芸（陶芸）「塩釉三足花瓶」に対し                                   |            |
| 第19回 1962（昭和37）年度 | 1963年 | 第一部 | 書       | 山崎節堂     | 書「古諺」および近作に対し                                           |            |
| 第19回 1962（昭和37）年度 | 1963年 | 第二部 | 小説     | 獅子文六     | 小説 戦後の一連の長篇小説に対し                                      | 1964年     |
| 第19回 1962（昭和37）年度 | 1963年 | 第二部 | 評論     | 福原麟太郎   | 評論 英文学を基盤とせる随筆一般に対し                                | 1964年     |
| 第19回 1962（昭和37）年度 | 1963年 | 第三部 | 邦楽     | 後藤得三     | 邦楽（能）「卒都婆小町」の演技、および多年の業績に対し               | 1982年     |
| 第19回 1962（昭和37）年度 | 1963年 | 第三部 | 邦楽     | 竹本綱大夫   | 邦楽（義太夫）多年の業績に対し                                       | 1969年     |
| 第19回 1962（昭和37）年度 | 1963年 | 第三部 | 舞踊     | 藤間勘十郎   | 舞踊 「枕獅子」などの振付と多年の業績に対し                          | 1967年     |
| 第20回 1963（昭和38）年度 | 1964年 | 第一部 | 日本画   | 山本丘人     | 日本画「異郷落日」および連年の作に対し                               |            |
| 第20回 1963（昭和38）年度 | 1964年 | 第一部 | 洋画     | 岡鹿之助     | 洋画 回顧展作品ならびに多年にわたる業績に対し                        | 1969年     |
| 第20回 1963（昭和38）年度 | 1964年 | 第一部 | 工芸     | 辻光典       | 漆芸 装飾画「クノサス」に対し                                        |            |
| 第20回 1963（昭和38）年度 | 1964年 | 第一部 | 書       | 松井如流     | 書 隷書「杜少陵詩」に対し                                            |            |
| 第20回 1963（昭和38）年度 | 1964年 | 第二部 | 詩歌     | 水原秋桜子   | 俳句 俳人としてのこれまでの業績に対し                                | 1966年     |
| 第20回 1963（昭和38）年度 | 1964年 | 第二部 | 評論     | 亀井勝一郎   | 評論 評論における多年の業績に対し                                    | 1966年     |

### 第21回から第30回
| 回・年度                  | 授賞年 | 部     | 専門   | 氏名                      | 受賞理由                                                                     | 芸術院会員 |
| ------------------------- | ------ | ------ | ------ | ------------------------- | ---------------------------------------------------------------------------- | ---------- |
| 第21回 1964（昭和39）年度 | 1965年 | 第一部 | 日本画 | 麻田辨自                  | 日本画「潮騒」に対し                                                         |            |
| 第21回 1964（昭和39）年度 | 1965年 | 第一部 | 日本画 | 濱田觀                    | 日本画「彩池」に対し                                                         | 1984年     |
| 第21回 1964（昭和39）年度 | 1965年 | 第一部 | 洋画   | 吉井淳二                  | 洋画「水汲」ならびに近作に対し                                               | 1976年     |
| 第21回 1964（昭和39）年度 | 1965年 | 第一部 | 工芸   | 髙橋節郎                  | 漆芸「化石譜」に対し                                                         | 1981年     |
| 第21回 1964（昭和39）年度 | 1965年 | 第一部 | 書     | 日比野五鳳                | 書 「清水」に対し                                                            | 1977年     |
| 第21回 1964（昭和39）年度 | 1965年 | 第一部 | 建築   | 前田健二郎                | 「妙本寺釈迦堂」ならびに建築界につくした業績に対し                           |            |
| 第21回 1964（昭和39）年度 | 1965年 | 第三部 | 舞踊   | 藤間勘右衛門 （尾上松緑） | 舞踊界につくした業績に対し                                                   | 1973年     |
| 第22回 1965（昭和40）年度 | 1966年 | 第一部 | 日本画 | 中村貞以                  | 日本画「シャム猫と青衣の女」および多年の業績に対し                           |            |
| 第22回 1965（昭和40）年度 | 1966年 | 第一部 | 日本画 | 山本倉丘                  | 日本画「たそがれ」に対し                                                     |            |
| 第22回 1965（昭和40）年度 | 1966年 | 第一部 | 洋画   | 井手宣通                  | 洋画「千人行列」に対し                                                       | 1969年     |
| 第22回 1965（昭和40）年度 | 1966年 | 第一部 | 彫塑   | 圓鍔勝三                  | 彫塑「旅情」に対し                                                           | 1970年     |
| 第22回 1965（昭和40）年度 | 1966年 | 第一部 | 彫塑   | 藤野舜正                  | 彫塑「光は大空より」に対し                                                   |            |
| 第22回 1965（昭和40）年度 | 1966年 | 第一部 | 工芸   | 帖佐美行                  | 工芸（彫金）「夜光双想」に対し                                               | 1974年     |
| 第22回 1965（昭和40）年度 | 1966年 | 第一部 | 書     | 青山杉雨                  | 書（漢字）「詩経の一節」に対し                                               | 1983年     |
| 第22回 1965（昭和40）年度 | 1966年 | 第一部 | 建築   | 今井兼次                  | 建築「桃華楽堂」（皇后陛下御還暦記念）の設計およびその他一連の設計作品に対し | 1978年     |
| 第22回 1965（昭和40）年度 | 1966年 | 第二部 | 小説   | 永井龍男                  | 小説「一個その他」をはじめとしてこれまでの業績に対し                         | 1969年     |
| 第22回 1965（昭和40）年度 | 1966年 | 第二部 | 小説   | 中山義秀                  | 小説「咲庵」をはじめとしてこれまでの業績に対し                               | 1967年     |
| 第22回 1965（昭和40）年度 | 1966年 | 第二部 | 評論   | 舟木重信                  | 評論「詩人ハイネ・生活と作品」に対し                                         |            |
| 第22回 1965（昭和40）年度 | 1966年 | 第二部 | 評論   | 山本健吉                  | 評論「芭蕉」をはじめとしてこれまでの業績に対し                               | 1969年     |
| 第22回 1965（昭和40）年度 | 1966年 | 第三部 | 洋楽   | 團伊玖磨                  | 洋楽 戦後一連の作曲活動に対し                                                | 1973年     |
| 第22回 1965（昭和40）年度 | 1966年 | 第三部 | 演劇   | 尾上梅幸                  | 演劇（歌舞伎）「鏡獅子」等の演技ならびに立女形としての多年の業績に対し       | 1976年     |
| 第22回 1965（昭和40）年度 | 1966年 | 第三部 | 舞踊   | 坂東三津五郎              | 舞踊「関寺小町」等の演技ならびに業績に対し                                   |            |
| 第23回 1966（昭和41）年度 | 1967年 | 第一部 | 日本画 | 上村松篁                  | 日本画「樹下幽禽」ならびに業績に対し                                         | 1981年     |
| 第23回 1966（昭和41）年度 | 1967年 | 第一部 | 日本画 | 佐藤太清                  | 日本画「風騒」に対し                                                         | 1980年     |
| 第23回 1966（昭和41）年度 | 1967年 | 第一部 | 洋画   | 島村三七雄                | 洋画「巽橋」ならびに業績に対し                                               |            |
| 第23回 1966（昭和41）年度 | 1967年 | 第一部 | 工芸   | 浅見隆三                  | 工芸＜磁器＞「爽」および一連の作品に対し                                     |            |
| 第23回 1966（昭和41）年度 | 1967年 | 第一部 | 書     | 金子鷗亭                  | 書＜漢字＞「丘壑寄懐抱」に対し                                               |            |
| 第23回 1966（昭和41）年度 | 1967年 | 第一部 | 建築   | 佐藤武夫                  | 多年にわたり建築界につくした業績に対し                                       |            |
| 第23回 1966（昭和41）年度 | 1967年 | 第二部 | 評論   | 伊藤整                    | 多年にわたる作家・評論家としての業績に対し                                   | 1968年     |
| 第23回 1966（昭和41）年度 | 1967年 | 第二部 | 評論   | 中村光夫                  | 多年にわたる評論家としての業績に対し                                         | 1970年     |
| 第23回 1966（昭和41）年度 | 1967年 | 第三部 | 洋楽   | 渡邉暁雄                  | 交響楽団指揮者としての活動に対し                                             | 1978年     |
| 第23回 1966（昭和41）年度 | 1967年 | 第三部 | 舞踊   | 吾妻徳穂                  | 多年舞踊界につくした業績に対し                                               | 1986年     |
| 第24回 1967（昭和42）年度 | 1968年 | 第一部 | 日本画 | 伊東万燿                  | 日本画「踊る」に対し                                                         |            |
| 第24回 1967（昭和42）年度 | 1968年 | 第一部 | 洋画   | 佐竹徳                    | 洋画「オリーブと海」に対し                                                   | 1991年     |
| 第24回 1967（昭和42）年度 | 1968年 | 第一部 | 洋画   | 服部正一郎                | 洋画「水郷」に対し                                                           | 1987年     |
| 第24回 1967（昭和42）年度 | 1968年 | 第一部 | 彫塑   | 北村治禧                  | 塑造「光る波」に対し                                                         | 1980年     |
| 第24回 1967（昭和42）年度 | 1968年 | 第一部 | 工芸   | 北出塔次郎                | 陶芸「胡砂の旅」に対し                                                       |            |
| 第24回 1967（昭和42）年度 | 1968年 | 第一部 | 工芸   | 安原喜明                  | 陶芸「炻器花挿」に対し                                                       |            |
| 第24回 1967（昭和42）年度 | 1968年 | 第一部 | 書     | 村上三島                  | 書「杜甫贈高式顔詩」に対し                                                   | 1985年     |
| 第24回 1967（昭和42）年度 | 1968年 | 第二部 | 小説   | 網野菊                    | 多年にわたる作家としての業績に対し                                           | 1969年     |
| 第24回 1967（昭和42）年度 | 1968年 | 第三部 | 邦楽   | 清元志寿太夫              | 多年にわたり清元の発展につくした業績に対し                                   | 1978年     |
| 第24回 1967（昭和42）年度 | 1968年 | 第三部 | 邦楽   | 野澤喜左衛門              | 義太夫三味線の演奏技術と作曲活動に対し                                       | 1971年     |
| 第25回 1968（昭和43）年度 | 1969年 | 第一部 | 日本画 | 三谷十糸子                | 日本画「高原の朝」に対し                                                     |            |
| 第25回 1968（昭和43）年度 | 1969年 | 第一部 | 洋画   | 中村善策                  | 洋画「張碓のカムイコタン」等の諸作に対し                                     |            |
| 第25回 1968（昭和43）年度 | 1969年 | 第一部 | 工芸   | 般若侑弘                  | 工芸「青い朝」に対し                                                         |            |
| 第25回 1968（昭和43）年度 | 1969年 | 第一部 | 書     | 田中塊堂                  | 書「平和」に対し                                                             |            |
| 第25回 1968（昭和43）年度 | 1969年 | 第二部 | 小説   | 芹澤光治良                | 小説「人間の運命」（三部十四冊）に対し                                       | 1970年     |
| 第25回 1968（昭和43）年度 | 1969年 | 第二部 | 評論   | 高橋健二                  | ドイツ文学の翻訳ならびに研究評論の多年にわたる業績に対し                     | 1973年     |
| 第25回 1968（昭和43）年度 | 1969年 | 第三部 | 演劇   | 中村勘三郎                | 歌舞伎界につくした業績に対し                                                 | 1970年     |
| 第26回 1969（昭和44）年度 | 1970年 | 第一部 | 洋画   | 小堀進                    | 洋画「初秋」に対し                                                           | 1974年     |
| 第26回 1969（昭和44）年度 | 1970年 | 第一部 | 洋画   | 森田茂                    | 洋画「黒川能」に対し                                                         | 1976年     |
| 第26回 1969（昭和44）年度 | 1970年 | 第一部 | 彫塑   | 晝間弘                    | 塑造「穹」に対し                                                             | 1980年     |
| 第26回 1969（昭和44）年度 | 1970年 | 第一部 | 工芸   | 海野建夫                  | 工芸「雨もよい」に対し                                                       |            |
| 第26回 1969（昭和44）年度 | 1970年 | 第一部 | 書     | 桑田笹舟                  | 書「母」に対し                                                               |            |
| 第26回 1969（昭和44）年度 | 1970年 | 第三部 | 邦楽   | 野村万蔵                  | 能楽界につくした業績に対し                                                   | 1974年     |
| 第26回 1969（昭和44）年度 | 1970年 | 第三部 | 演劇   | 中村鴈治郎                | 歌舞伎界につくした業績に対し                                                 | 1972年     |
| 第27回 1970（昭和45）年度 | 1971年 | 第一部 | 日本画 | 吉岡堅二                  | 日本画「鳥碑」に対し                                                         |            |
| 第27回 1970（昭和45）年度 | 1971年 | 第一部 | 洋画   | 高光一也                  | 洋画「緑の服」に対し                                                         | 1979年     |
| 第27回 1970（昭和45）年度 | 1971年 | 第一部 | 彫塑   | 水船六洲                  | 木彫「紡ぎ唄」に対し                                                         |            |
| 第27回 1970（昭和45）年度 | 1971年 | 第一部 | 工芸   | 吉賀大眉                  | 陶芸「連作暁雲」に対し                                                       | 1982年     |
| 第27回 1970（昭和45）年度 | 1971年 | 第一部 | 書     | 大石隆子                  | 書「王朝讃歌」に対し                                                         |            |
| 第27回 1970（昭和45）年度 | 1971年 | 第一部 | 書     | 金田心象                  | 書「玄覧」に対し                                                             |            |
| 第27回 1970（昭和45）年度 | 1971年 | 第一部 | 建築   | 海老原一郎                | 「尾崎記念館」等一連の建築作品に対し                                         | 1980年     |
| 第27回 1970（昭和45）年度 | 1971年 | 第二部 | 詩歌   | 冨安風生                  | 多年にわたる俳人としての業績に対し                                           | 1974年     |
| 第27回 1970（昭和45）年度 | 1971年 | 第二部 | 翻訳   | 唐木順三                  | 多年にわたる評論家としての業績に対し                                         |            |
| 第27回 1970（昭和45）年度 | 1971年 | 第三部 | 洋楽   | 園田高弘                  | ピアノ演奏家としての業績に対し                                               | 1980年     |
| 第27回 1970（昭和45）年度 | 1971年 | 第三部 | 邦楽   | 荻江露友                  | 荻江節の伝承につくした業績に対し                                             | 1971年     |
| 第28回 1971（昭和46）年度 | 1972年 | 第一部 | 日本画 | 岩橋英遠                  | 日本画「鳴門」に対し                                                         | 1981年     |
| 第28回 1971（昭和46）年度 | 1972年 | 第一部 | 洋画   | 髙田誠                    | 洋画「残雪暮色」に対し                                                       | 1978年     |
| 第28回 1971（昭和46）年度 | 1972年 | 第一部 | 彫塑   | 富永直樹                  | 塑造「新風」に対し                                                           | 1974年     |
| 第28回 1971（昭和46）年度 | 1972年 | 第一部 | 書     | 廣津雲仙                  | 書「杜甫詩」に対し                                                           |            |
| 第28回 1971（昭和46）年度 | 1972年 | 第二部 | 小説   | 宇野千代                  | 多年にわたる作家としての業績に対し                                           | 1972年     |
| 第28回 1971（昭和46）年度 | 1972年 | 第三部 | 洋楽   | 小澤征爾                  | 交響楽団指揮者としての業績に対し                                             | 2022年     |
| 第28回 1971（昭和46）年度 | 1972年 | 第三部 | 邦楽   | 杵屋六一朗                | 多年にわたり長唄界につくした業績に対し                                       |            |
| 第28回 1971（昭和46）年度 | 1972年 | 第三部 | 邦楽   | 鶴澤寛治                  | 多年にわたり文楽界につくした業績に対し                                       |            |
| 第28回 1971（昭和46）年度 | 1972年 | 第三部 | 演劇   | 片岡仁左衛門              | 歌舞伎界につくした業績に対し                                                 | 1981年     |
| 第29回 1972（昭和47）年度 | 1973年 | 第一部 | 日本画 | 大山忠作                  | 日本画「五百羅漢」に対し                                                     | 1986年     |
| 第29回 1972（昭和47）年度 | 1973年 | 第一部 | 彫塑   | 進藤武松                  | 塑造「薫風」に対し                                                           | 1983年     |
| 第29回 1972（昭和47）年度 | 1973年 | 第一部 | 工芸   | 佐野猛夫                  | 染色「噴煙の島」に対し                                                       |            |
| 第29回 1972（昭和47）年度 | 1973年 | 第一部 | 書     | 宮本竹逕                  | 書「萬葉歌」に対し                                                           |            |
| 第29回 1972（昭和47）年度 | 1973年 | 第二部 | 小説   | 庄野潤三                  | 作家としての業績に対し                                                       | 1978年     |
| 第29回 1972（昭和47）年度 | 1973年 | 第二部 | 翻訳   | 中村白葉                  | 多年にわたるロシヤ文学の翻訳ならびに紹介につくした業績に対し                 |            |
| 第30回 1973（昭和48）年度 | 1974年 | 第一部 | 彫塑   | 木下繁                    | 塑造「裸婦」に対し                                                           | 1977年     |
| 第30回 1973（昭和48）年度 | 1974年 | 第一部 | 建築   | 前川國男                  | 建築「埼玉県立博物館」の設計に対し                                           |            |
| 第30回 1973（昭和48）年度 | 1974年 | 第三部 | 邦楽   | 中能島慶子                | 多年にわたり箏曲界につくした業績に対し                                       |            |
| 第30回 1973（昭和48）年度 | 1974年 | 第三部 | 演劇   | 松本幸四郎                | 多年にわたり歌舞伎界につくした業績に対し                                     | 1976年     |

### 第31回から第40回
| 回・年度                  | 授賞年 | 部     | 専門       | 氏名                    | 受賞理由                                                                 | 芸術院会員 |
| ------------------------- | ------ | ------ | ---------- | ----------------------- | ------------------------------------------------------------------------ | ---------- |
| 第31回 1974（昭和49）年度 | 1975年 | 第一部 | 彫塑       | 分部順治                | 彫塑「瞭」に対し                                                         |            |
| 第31回 1974（昭和49）年度 | 1975年 | 第一部 | 建築       | 吉村順三                | 建築「奈良国立博物館」の設計に対し                                       | 1990年     |
| 第31回 1974（昭和49）年度 | 1975年 | 第三部 | 洋楽       | 安川加壽子              | ピアノ演奏家としての業績に対し                                           | 1976年     |
| 第31回 1974（昭和49）年度 | 1975年 | 第三部 | 邦楽       | 喜多実                  | 多年にわたり能楽界につくした業績に対し                                   | 1975年     |
| 第31回 1974（昭和49）年度 | 1975年 | 第三部 | 演劇       | 中村芝翫                | 「本朝廿四孝」の「八重垣姫」など一連の演技に対し                         | 1989年     |
| 第32回 1975（昭和50）年度 | 1976年 | 第一部 | 洋画       | 岡田又三郎              | 洋画「ともしび」に対し                                                   |            |
| 第32回 1975（昭和50）年度 | 1976年 | 第一部 | 書         | 木村知石                | 書 禅語「二龍争珠」に対し                                                |            |
| 第32回 1975（昭和50）年度 | 1976年 | 第二部 | 小説       | 安岡章太郎              | 作家としての業績に対し                                                   | 1976年     |
| 第32回 1975（昭和50）年度 | 1976年 | 第二部 | 評論       | 江藤淳                  | 評論家としての業績に対し                                                 | 1991年     |
| 第32回 1975（昭和50）年度 | 1976年 | 第三部 | 洋楽       | 朝比奈隆                | 交響楽・オペラ指揮者としての業績に対し                                   |            |
| 第32回 1975（昭和50）年度 | 1976年 | 第三部 | 邦楽       | 竹澤彌七                | 多年にわたり文楽界につくした業績に対し                                   |            |
| 第33回 1976（昭和51）年度 | 1977年 | 第一部 | 日本画     | 加藤東一                | 日本画「女人」に対し                                                     | 1984年     |
| 第33回 1976（昭和51）年度 | 1977年 | 第一部 | 彫塑       | 淀井敏夫                | 彫塑「ローマの公園」に対し                                               | 1982年     |
| 第33回 1976（昭和51）年度 | 1977年 | 第一部 | 書         | 殿村藍田                | 書「薛逢詩」に対し                                                       |            |
| 第33回 1976（昭和51）年度 | 1977年 | 第二部 | 小説       | 海音寺潮五郎            | 作家としての業績に対し                                                   |            |
| 第33回 1976（昭和51）年度 | 1977年 | 第二部 | 詩歌       | 宮柊二                  | 歌人としての業績に対し                                                   | 1983年     |
| 第33回 1976（昭和51）年度 | 1977年 | 第二部 | 評論       | 戸板康二                | 多年にわたる演劇研究の業績に対し                                         | 1991年     |
| 第33回 1976（昭和51）年度 | 1977年 | 第三部 | 邦楽       | 茂山千作                | 能楽界につくした業績に対し                                               | 1979年     |
| 第34回 1977（昭和52）年度 | 1978年 | 第一部 | 日本画     | 浦田正夫                | 日本画「松」に対し                                                       | 1988年     |
| 第34回 1977（昭和52）年度 | 1978年 | 第一部 | 書         | 上條信山                | 書「汲古」に対し                                                         |            |
| 第35回 1978（昭和53）年度 | 1979年 | 第一部 | 日本画     | 松尾敏男                | 日本画「サルナート想」に対し                                             | 1994年     |
| 第35回 1978（昭和53）年度 | 1979年 | 第一部 | 洋画       | 宮永岳彦                | 洋画「鵬」に対し                                                         |            |
| 第35回 1978（昭和53）年度 | 1979年 | 第一部 | 彫塑       | 三坂耿一郎              | 彫塑「壺中天」に対し                                                     | 1986年     |
| 第35回 1978（昭和53）年度 | 1979年 | 第二部 | 小説       | 阿川弘之 （恩賜賞）     | 多年にわたる作家としての業績に対し                                       | 1979年     |
| 第35回 1978（昭和53）年度 | 1979年 | 第二部 | 小説       | 遠藤周作                | 作家としての業績に対し                                                   | 1981年     |
| 第35回 1978（昭和53）年度 | 1979年 | 第二部 | 小説       | 吉行淳之介              | 作家としての業績に対し                                                   | 1981年     |
| 第35回 1978（昭和53）年度 | 1979年 | 第三部 | 洋楽       | 江藤俊哉                | ヴァイオリン演奏家としての業績に対し                                     | 1987年     |
| 第35回 1978（昭和53）年度 | 1979年 | 第三部 | 舞踊       | 藤間藤子                | 舞踊界に尽くした業績に対し                                               | 1987年     |
| 第36回 1979（昭和54）年度 | 1980年 | 第一部 | 日本画     | 濵田台兒                | 日本画「女辯護士」に対し                                                 | 1989年     |
| 第36回 1979（昭和54）年度 | 1980年 | 第一部 | 洋画       | 西山眞一                | 洋画「六月の頃」に対し                                                   | 1984年     |
| 第36回 1979（昭和54）年度 | 1980年 | 第一部 | 彫塑       | 佐藤助雄                | 彫塑「振向く」に対し                                                     |            |
| 第36回 1979（昭和54）年度 | 1980年 | 第一部 | 工芸       | 新開寛山                | 工芸「玄鳥」に対し                                                       |            |
| 第36回 1979（昭和54）年度 | 1980年 | 第一部 | 建築       | 白井晟一                | 建築「親和銀行本店」の建築設計に対し                                     |            |
| 第36回 1979（昭和54）年度 | 1980年 | 第二部 | 戯曲       | 田中千禾夫 （恩賜賞）   | 多年にわたる劇作家としての業績に対し                                     | 1981年     |
| 第36回 1979（昭和54）年度 | 1980年 | 第二部 | 詩歌       | 佐藤佐太郎              | 歌人としての業績に対し                                                   | 1983年     |
| 第36回 1979（昭和54）年度 | 1980年 | 第三部 | 洋楽       | 武満徹                  | 作曲家としての業績に対し                                                 |            |
| 第36回 1979（昭和54）年度 | 1980年 | 第三部 | 邦楽       | 上原真佐喜              | 箏曲の演奏家としての業績に対し                                           | 1983年     |
| 第36回 1979（昭和54）年度 | 1980年 | 第三部 | 邦楽       | 宝生弥一                | 能楽界に尽くした業績に対し                                               | 1983年     |
| 第36回 1979（昭和54）年度 | 1980年 | 第三部 | 演劇       | 市川染五郎              | 歌舞伎及び歌舞伎を基調とした新作の演技に対し                             | 2009年     |
| 第37回 1980（昭和55）年度 | 1981年 | 第一部 | 書         | 小坂奇石 （恩賜賞）     | 書「寒山詩二首」に対し                                                   |            |
| 第37回 1980（昭和55）年度 | 1981年 | 第一部 | 日本画     | 加倉井和夫              | 日本画「青苑」に対し                                                     | 1989年     |
| 第37回 1980（昭和55）年度 | 1981年 | 第一部 | 洋画       | 楢原健三                | 洋画「漁港夜景」に対し                                                   | 1988年     |
| 第37回 1980（昭和55）年度 | 1981年 | 第一部 | 彫塑       | 野々村一男              | 彫塑「物とのはざま」に対し                                               | 1988年     |
| 第37回 1980（昭和55）年度 | 1981年 | 第一部 | 工芸       | 浅藏五十吉              | 工芸「佐渡の印象」に対し                                                 | 1984年     |
| 第37回 1980（昭和55）年度 | 1981年 | 第一部 | 建築       | 大江宏                  | 建築「丸亀武道館等」建築設計の業績に対し                                 | 1985年     |
| 第37回 1980（昭和55）年度 | 1981年 | 第二部 | 詩歌       | 飯田龍太 （恩賜賞）     | 俳人としての業績に対し                                                   | 1984年     |
| 第37回 1980（昭和55）年度 | 1981年 | 第二部 | 小説       | 島尾敏雄                | 作家としての業績に対し                                                   | 1981年     |
| 第37回 1980（昭和55）年度 | 1981年 | 第二部 | 評論・翻訳 | 生島遼一                | 評論及び翻訳の業績に対し                                                 |            |
| 第37回 1980（昭和55）年度 | 1981年 | 第二部 | 評論・翻訳 | 福田恆存                | 評論及び翻訳の業績に対し                                                 | 1981年     |
| 第37回 1980（昭和55）年度 | 1981年 | 第三部 | 演劇       | 中村雀右衛門            | 歌舞伎の女形としての業績に対し                                           | 1992年     |
| 第38回 1981（昭和56）年度 | 1982年 | 第一部 | 日本画     | 吉田善彦 （恩賜賞）     | 日本画「春雪妙義」に対し                                                 |            |
| 第38回 1981（昭和56）年度 | 1982年 | 第一部 | 洋画       | 菅野矢一                | 洋画「くるゝ蔵王」に対し                                                 | 1986年     |
| 第38回 1981（昭和56）年度 | 1982年 | 第一部 | 彫塑       | 伊藤五百亀              | 彫塑「渚」に対し                                                         |            |
| 第38回 1981（昭和56）年度 | 1982年 | 第一部 | 工芸       | 岩田久利                | 工芸「聖華」に対し                                                       |            |
| 第38回 1981（昭和56）年度 | 1982年 | 第一部 | 建築       | 高橋靗一                | 建築『大阪芸術大学「塚本英世記念館・芸術情報センター」』の建築設計に対し |            |
| 第38回 1981（昭和56）年度 | 1982年 | 第二部 | 小説       | 芝木好子 （恩賜賞）     | 作家としての業績に対し                                                   | 1983年     |
| 第38回 1981（昭和56）年度 | 1982年 | 第二部 | 小説       | 小島信夫                | 小説「別れる理由」ほか作家としての業績に対し                             | 1989年     |
| 第38回 1981（昭和56）年度 | 1982年 | 第二部 | 小説       | 野口冨士男              | 作家としての業績に対し                                                   | 1987年     |
| 第38回 1981（昭和56）年度 | 1982年 | 第二部 | 評論・翻訳 | 佐伯彰一                | 多年にわたる評論家としての業績に対し                                     | 1988年     |
| 第38回 1981（昭和56）年度 | 1982年 | 第三部 | 演劇       | 實川延若                | 上方歌舞伎の伝承に尽くした業績に対し                                     |            |
| 第39回 1982（昭和57）年度 | 1983年 | 第一部 | 工芸       | 大久保婦久子 （恩賜賞） | 工芸「神話」に対し                                                       | 1985年     |
| 第39回 1982（昭和57）年度 | 1983年 | 第一部 | 書         | 杉岡華邨                | 書「玉藻」に対し                                                         | 1989年     |
| 第39回 1982（昭和57）年度 | 1983年 | 第二部 | 詩歌       | 木俣修 （恩賜賞）       | 歌人としての業績に対し                                                   |            |
| 第39回 1982（昭和57）年度 | 1983年 | 第三部 | 邦楽       | 今藤長十郎              | 長唄界に尽くした業績に対し                                               |            |
| 第39回 1982（昭和57）年度 | 1983年 | 第三部 | 邦楽       | 田中幾之助              | 能楽界に尽くした業績に対し                                               |            |
| 第40回 1983（昭和58）年度 | 1984年 | 第一部 | 書         | 小林斗盦 （恩賜賞）     | 書「柔遠能邇」に対し                                                     | 1993年     |
| 第40回 1983（昭和58）年度 | 1984年 | 第一部 | 日本画     | 福王寺法林              | 日本画「ヒマラヤの花」に対し                                             | 1994年     |
| 第40回 1983（昭和58）年度 | 1984年 | 第一部 | 洋画       | 寺田竹雄                | 洋画「朝の港」に対し                                                     | 1990年     |
| 第40回 1983（昭和58）年度 | 1984年 | 第一部 | 工芸       | 中里太郎右衛門          | 工芸「叩き唐津手付瓶」に対し                                             | 2007年     |
| 第40回 1983（昭和58）年度 | 1984年 | 第一部 | 建築       | 蘆原義信                | 建築「国立歴史民俗博物館」の建築設計に対し                               | 1988年     |
| 第40回 1983（昭和58）年度 | 1984年 | 第二部 | 詩歌       | 中村草田男 （恩賜賞）   | 俳人としての業績に対し                                                   |            |
| 第40回 1983（昭和58）年度 | 1984年 | 第二部 | 小説       | 河野多惠子              | 作家としての業績に対し                                                   | 1989年     |
| 第40回 1983（昭和58）年度 | 1984年 | 第二部 | 詩歌       | 中村汀女                | 俳人としての業績に対し                                                   |            |
| 第40回 1983（昭和58）年度 | 1984年 | 第二部 | 評論       | 磯田光一                | 評論家としての業績に対し                                                 |            |
| 第40回 1983（昭和58）年度 | 1984年 | 第三部 | 演劇       | 市村羽左衛門            | 歌舞伎俳優としての業績に対し                                             | 1991年     |

### 第41回から第50回
| 回・年度                  | 授賞年 | 部     | 専門       | 氏名                      | 受賞理由                                                       | 芸術院会員 |
| ------------------------- | ------ | ------ | ---------- | ------------------------- | -------------------------------------------------------------- | ---------- |
| 第41回 1984（昭和59）年度 | 1985年 | 第一部 | 日本画     | 村山徑 （恩賜賞）         | 日本画「冠」に対し                                             |            |
| 第41回 1984（昭和59）年度 | 1985年 | 第一部 | 洋画       | 渡邉武夫                  | 洋画「シャンパァニュの丘」に対し                               | 1988年     |
| 第41回 1984（昭和59）年度 | 1985年 | 第一部 | 彫塑       | 小森邦夫                  | 彫塑「青春譜」に対し                                           | 1989年     |
| 第41回 1984（昭和59）年度 | 1985年 | 第一部 | 工芸       | 大樋年朗                  | 工芸「峙つ」花三島飾壺に対し                                   | 1999年     |
| 第41回 1984（昭和59）年度 | 1985年 | 第一部 | 書         | 古谷蒼韻                  | 書「萬葉・秋雑歌」に対し                                       | 2006年     |
| 第41回 1984（昭和59）年度 | 1985年 | 第一部 | 建築       | 西澤文隆                  | 建築「神宮前の家」等一連の住宅作品に対し                       |            |
| 第41回 1984（昭和59）年度 | 1985年 | 第三部 | 邦楽       | 梅若雅俊                  | 能楽界の発展に尽くした業績に対し                               |            |
| 第41回 1984（昭和59）年度 | 1985年 | 第三部 | 演劇       | 中村吉右衛門              | 歌舞伎俳優としての演技に対し                                   | 2002年     |
| 第41回 1984（昭和59）年度 | 1985年 | 第三部 | 舞踊       | 森下洋子                  | 国際的バレリーナとしての活躍に対し                             | 2002年     |
| 第42回 1985（昭和60）年度 | 1986年 | 第一部 | 彫塑       | 髙橋剛 （恩賜賞）         | 彫塑「稽古場の踊り子」に対し                                   |            |
| 第42回 1985（昭和60）年度 | 1986年 | 第一部 | 日本画     | 関主税                    | 日本画「野」に対し                                             | 1992年     |
| 第42回 1985（昭和60）年度 | 1986年 | 第一部 | 洋画       | 廣瀬功                    | 洋画「高原の秋」に対し                                         |            |
| 第42回 1985（昭和60）年度 | 1986年 | 第一部 | 工芸       | 折原久左エ門              | 工芸「祀跡」に対し                                             |            |
| 第42回 1985（昭和60）年度 | 1986年 | 第一部 | 書         | 浅見筧洞                  | 書「曽子語」に対し                                             |            |
| 第42回 1985（昭和60）年度 | 1986年 | 第二部 | 小説       | 水上勉 （恩賜賞）         | 作家としての業績に対し                                         | 1988年     |
| 第42回 1985（昭和60）年度 | 1986年 | 第二部 | 評論       | 富士川英郎                | ドイツ文学の紹介及び江戸期漢詩人の研究業績に対し               | 1989年     |
| 第42回 1985（昭和60）年度 | 1986年 | 第三部 | 洋楽       | 山田一雄                  | 洋楽界に貢献した業績に対し                                     |            |
| 第42回 1985（昭和60）年度 | 1986年 | 第三部 | 演劇       | 中村扇雀                  | 歌舞伎の優れた演技に対し                                       | 1994年     |
| 第43回 1986（昭和61）年度 | 1987年 | 第一部 | 書         | 今井凌雪 （恩賜賞）       | 書「桃花瞼薄」に対し                                           |            |
| 第43回 1986（昭和61）年度 | 1987年 | 第一部 | 日本画     | 堂本元次                  | 日本画「懸空寺」に対し                                         |            |
| 第43回 1986（昭和61）年度 | 1987年 | 第一部 | 彫塑       | 中村博直                  | 彫塑「静秋」に対し                                             |            |
| 第43回 1986（昭和61）年度 | 1987年 | 第一部 | 建築       | 谷口吉生                  | 建築「土門拳記念館」に対し                                     | 2008年     |
| 第43回 1986（昭和61）年度 | 1987年 | 第二部 | 小説       | 三浦朱門 （恩賜賞）       | 作家としての業績に対し                                         | 1987年     |
| 第43回 1986（昭和61）年度 | 1987年 | 第二部 | 小説       | 吉村昭                    | 作家としての業績に対し                                         | 1997年     |
| 第43回 1986（昭和61）年度 | 1987年 | 第二部 | 詩歌       | 山口誓子                  | 俳人としての業績に対し                                         |            |
| 第43回 1986（昭和61）年度 | 1987年 | 第二部 | 評論・短歌 | 上田三四二                | 評論、小説、短歌と広汎な分野にわたる文学上の業績に対し         |            |
| 第43回 1986（昭和61）年度 | 1987年 | 第三部 | 邦楽       | 富山清琴                  | 箏曲及び地唄の演奏家としての業績に対し                         | 1988年     |
| 第43回 1986（昭和61）年度 | 1987年 | 第三部 | 邦楽       | 野村万之丞                | 能狂言の優れた演奏に対し                                       | 2001年     |
| 第43回 1986（昭和61）年度 | 1987年 | 第三部 | 演劇       | 尾上菊五郎                | 歌舞伎の優れた演技に対し                                       | 2000年     |
| 第43回 1986（昭和61）年度 | 1987年 | 第三部 | 演劇       | 中村富十郎                | 歌舞伎の優れた演技に対し                                       | 1996年     |
| 第44回 1987（昭和62）年度 | 1988年 | 第一部 | 洋画       | 大内田茂士 （恩賜賞）     | 洋画「卓上」に対し                                             | 1990年     |
| 第44回 1987（昭和62）年度 | 1988年 | 第一部 | 日本画     | 鈴木竹柏                  | 日本画「気」に対し                                             | 1991年     |
| 第44回 1987（昭和62）年度 | 1988年 | 第一部 | 彫塑       | 中村晋也                  | 彫塑「朝の祈り」に対し                                         | 1989年     |
| 第44回 1987（昭和62）年度 | 1988年 | 第一部 | 工芸       | 三谷吾一                  | 工芸「潮風」に対し                                             | 2002年     |
| 第44回 1987（昭和62）年度 | 1988年 | 第一部 | 建築       | 池原義郎                  | 建築「早稲田大学所沢キャンパス」に対し                         | 1989年     |
| 第44回 1987（昭和62）年度 | 1988年 | 第二部 | 小説       | 八木義德 （恩賜賞）       | 作家としての業績に対し                                         | 1989年     |
| 第44回 1987（昭和62）年度 | 1988年 | 第三部 | 邦楽       | 梅若恭行                  | 能の優れた演技に対し                                           | 1992年     |
| 第44回 1987（昭和62）年度 | 1988年 | 第三部 | 邦楽       | 観世元正                  | 能楽界に尽くした業績に対し                                     |            |
| 第44回 1987（昭和62）年度 | 1988年 | 第三部 | 演劇       | 片岡孝夫                  | 歌舞伎の優れた演技に対し                                       | 2006年     |
| 第44回 1987（昭和62）年度 | 1988年 | 第三部 | 舞踊       | 花柳壽楽                  | 舞踊界に尽くした業績に対し                                     | 2003年     |
| 第45回 1988（昭和63）年度 | 1989年 | 第一部 | 工芸       | 藤田喬平 （恩賜賞）       | 工芸 ガラス飾筥「春に舞う」に対し                              | 1989年     |
| 第45回 1988（昭和63）年度 | 1989年 | 第一部 | 日本画     | 佐藤圀夫                  | 日本画「月明」に対し                                           | 1999年     |
| 第45回 1988（昭和63）年度 | 1989年 | 第一部 | 書         | 浅香鉄心                  | 書「白楽天・城上夜宴詩」に対し                                 |            |
| 第45回 1988（昭和63）年度 | 1989年 | 第一部 | 建築       | 内井昭蔵                  | 建築「世田谷美術館」に対し                                     |            |
| 第45回 1988（昭和63）年度 | 1989年 | 第二部 | 小説・戯曲 | 阪田寛夫 （恩賜賞）       | 作家としての業績に対し                                         | 1990年     |
| 第45回 1988（昭和63）年度 | 1989年 | 第三部 | 洋楽       | 伊藤京子                  | 多年にわたる声楽家としての業績に対し                           | 1995年     |
| 第45回 1988（昭和63）年度 | 1989年 | 第三部 | 演劇       | 市川團十郎                | 歌舞伎の優れた演技に対し                                       | 2012年     |
| 第45回 1988（昭和63）年度 | 1989年 | 第三部 | 舞踊       | 藤間友章                  | 舞踊界に尽くした業績に対し                                     | 1992年     |
| 第46回 1989（平成元）年度 | 1990年 | 第一部 | 日本画     | 郷倉和子 （恩賜賞）       | 日本画「静日」に対し                                           | 1997年     |
| 第46回 1989（平成元）年度 | 1990年 | 第一部 | 洋画       | 鶴岡義雄                  | 洋画「舞妓と見習いさん」に対し                                 | 1994年     |
| 第46回 1989（平成元）年度 | 1990年 | 第一部 | 彫塑       | 雨宮敬子                  | 彫塑「想秋」に対し                                             | 1994年     |
| 第46回 1989（平成元）年度 | 1990年 | 第一部 | 工芸       | 奥田小由女                | 工芸「炎心」に対し                                             | 1998年     |
| 第46回 1989（平成元）年度 | 1990年 | 第一部 | 書         | 伊藤鳳雲                  | 書「三吉野の歌」に対し                                         |            |
| 第46回 1989（平成元）年度 | 1990年 | 第一部 | 建築       | 阪田誠造                  | 建築「東京サレジオ学園ドンボスコ記念聖堂及び小聖堂」に対し     |            |
| 第46回 1989（平成元）年度 | 1990年 | 第二部 | 評論・翻訳 | 新庄嘉章 （恩賜賞）       | 多数のフランス文学の翻訳紹介につとめた業績に対し               | 1990年     |
| 第46回 1989（平成元）年度 | 1990年 | 第二部 | 小説・戯曲 | 中村眞一郎                | 「蠣崎波響の生涯」ほか作家としての業績に対し                   | 1991年     |
| 第46回 1989（平成元）年度 | 1990年 | 第三部 | 洋楽       | 三善晃                    | 作曲家としての業績に対し                                       | 1999年     |
| 第46回 1989（平成元）年度 | 1990年 | 第三部 | 邦楽       | 多忠麿                    | 雅楽界に尽くした業績に対し                                     | 1991年     |
| 第46回 1989（平成元）年度 | 1990年 | 第三部 | 邦楽       | 片山九郎右衛門            | 能楽界に尽くした業績に対し                                     | 1995年     |
| 第46回 1989（平成元）年度 | 1990年 | 第三部 | 邦楽       | 野村万作                  | 能狂言の優れた演技に対し                                       | 2022年     |
| 第46回 1989（平成元）年度 | 1990年 | 第三部 | 演劇       | 中村福助                  | 歌舞伎の優れた演技に対し                                       | 2013年     |
| 第46回 1989（平成元）年度 | 1990年 | 第三部 | 舞踊       | 花柳壽輔                  | 舞踊界に尽くした業績に対し                                     | 1999年     |
| 第47回 1990（平成2）年度  | 1991年 | 第一部 | 日本画     | 稗田一穂 （恩賜賞）       | 日本画「月影の道」に対し                                       |            |
| 第47回 1990（平成2）年度  | 1991年 | 第一部 | 洋画       | 國領經郎                  | 洋画「呼」に対し                                               | 1991年     |
| 第47回 1990（平成2）年度  | 1991年 | 第一部 | 彫塑       | 長江録弥                  | 彫塑「砂丘」に対し                                             | 1995年     |
| 第47回 1990（平成2）年度  | 1991年 | 第一部 | 工芸       | 青木龍山                  | 工芸「胡沙の舞」に対し                                         | 1992年     |
| 第47回 1990（平成2）年度  | 1991年 | 第一部 | 書         | 近藤摂南                  | 書「薛濤詩」に対し                                             |            |
| 第47回 1990（平成2）年度  | 1991年 | 第一部 | 建築       | 中村昌生                  | 建築 白鳥公園「清羽亭」の建築設計に対し                        |            |
| 第47回 1990（平成2）年度  | 1991年 | 第二部 | 評論・翻訳 | 佐藤朔 （恩賜賞）         | 評論・翻訳家としての業績に対し                                 | 1991年     |
| 第47回 1990（平成2）年度  | 1991年 | 第三部 | 洋楽       | 東敦子                    | 声楽家としての国際的な活動に対し                               |            |
| 第47回 1990（平成2）年度  | 1991年 | 第三部 | 邦楽       | 青木鈴慕                  | 尺八の優れた演奏に対し                                         |            |
| 第47回 1990（平成2）年度  | 1991年 | 第三部 | 邦楽       | 清元榮三郎                | 清元三味線の演奏家としての業績に対し                           | 1999年     |
| 第47回 1990（平成2）年度  | 1991年 | 第三部 | 演劇       | 坂東三津五郎              | 歌舞伎の優れた演技に対し                                       |            |
| 第47回 1990（平成2）年度  | 1991年 | 第三部 | 舞踊       | 西川扇藏                  | 舞踊界に尽くした業績に対し                                     |            |
| 第48回 1991（平成3）年度  | 1992年 | 第一部 | 書         | 成瀬映山 （恩賜賞）       | 書「杜甫詩」に対し                                             |            |
| 第48回 1991（平成3）年度  | 1992年 | 第一部 | 日本画     | 山岸純                    | 日本画「樹歌」に対し                                           | 1999年     |
| 第48回 1991（平成3）年度  | 1992年 | 第一部 | 洋画       | 平松讓                    | 洋画「TOKYO」に対し                                            | 1995年     |
| 第48回 1991（平成3）年度  | 1992年 | 第一部 | 彫塑       | 柴田鋼造                  | 彫塑「香雲」に対し                                             |            |
| 第48回 1991（平成3）年度  | 1992年 | 第一部 | 工芸       | 永井鐵太郎                | 工芸「うつわ・その六」に対し                                   |            |
| 第48回 1991（平成3）年度  | 1992年 | 第一部 | 建築       | 黒川紀章                  | 建築「奈良市写真美術館」の建築設計に対し                       | 1998年     |
| 第48回 1991（平成3）年度  | 1992年 | 第三部 | 洋楽       | 若杉弘                    | 国内外における優れた指揮活動の業績に対し                       | 1994年     |
| 第48回 1991（平成3）年度  | 1992年 | 第三部 | 邦楽       | 観世銕之丞                | 能楽界に尽くした業績に対し                                     |            |
| 第48回 1991（平成3）年度  | 1992年 | 第三部 | 邦楽       | 杵屋五三郎                | 長唄三味線の演奏家としての業績に対し                           | 2005年     |
| 第48回 1991（平成3）年度  | 1992年 | 第三部 | 邦楽       | 宝生閑                    | 「谷行」ほか能ワキ方の優れた演技に対し                         | 2002年     |
| 第48回 1991（平成3）年度  | 1992年 | 第三部 | 舞踊       | 花柳壽南海                | 舞踊界に尽くした業績に対し                                     |            |
| 第49回 1992（平成4）年度  | 1993年 | 第一部 | 洋画       | 藤本東一良 （恩賜賞）     | 洋画｢展望台のユーカリ」に対し                                  | 1993年     |
| 第49回 1992（平成4）年度  | 1993年 | 第一部 | 日本画     | 岩澤重夫                  | 日本画｢渓韻」に対し                                            | 2000年     |
| 第49回 1992（平成4）年度  | 1993年 | 第一部 | 工芸       | 中井貞次                  | 工芸「原生雨林」に対し                                         | 2008年     |
| 第49回 1992（平成4）年度  | 1993年 | 第一部 | 書         | 尾崎邑鵬                  | 書「杜少陵詩」に対し                                           |            |
| 第49回 1992（平成4）年度  | 1993年 | 第一部 | 建築       | 安藤忠雄                  | 姫路文学館等のコンクリートの素材を生かした一連の建築設計に対し |            |
| 第49回 1992（平成4）年度  | 1993年 | 第二部 | 小説       | 曾野綾子 （恩賜賞）       | 作家としての業績に対し                                         | 1993年     |
| 第49回 1992（平成4）年度  | 1993年 | 第二部 | 小説       | 石井桃子                  | 児童文学者としての業績に対し                                   | 1997年     |
| 第49回 1992（平成4）年度  | 1993年 | 第三部 | 邦楽       | 常磐津文字兵衛 （恩賜賞） | 常磐津界に尽くした業績に対し                                   | 1994年     |
| 第49回 1992（平成4）年度  | 1993年 | 第三部 | 洋楽       | 堤剛                      | チェロ演奏家としての業績に対し                                 | 2009年     |
| 第49回 1992（平成4）年度  | 1993年 | 第三部 | 演劇       | 中村松江                  | 歌舞伎の優れた演技に対し                                       | 2025年     |
| 第50回 1993（平成5）年度  | 1994年 | 第一部 | 日本画     | 白鳥映雪 （恩賜賞）       | 日本画「菊慈童」に対し                                         | 1997年     |
| 第50回 1993（平成5）年度  | 1994年 | 第一部 | 洋画       | 芝田米三                  | 洋画「樂聖讃歌」に対し                                         | 1994年     |
| 第50回 1993（平成5）年度  | 1994年 | 第一部 | 彫塑       | 吉田鎮雄                  | 彫塑「遊憩」に対し                                             |            |
| 第50回 1993（平成5）年度  | 1994年 | 第一部 | 工芸       | 井波唯志                  | 工芸「晴礁」に対し                                             |            |
| 第50回 1993（平成5）年度  | 1994年 | 第一部 | 書         | 栗原蘆水                  | 書「菜根譚一節」に対し                                         |            |
| 第50回 1993（平成5）年度  | 1994年 | 第二部 | 詩歌       | 那珂太郎 （恩賜賞）       | 詩人としての業績に対し                                         | 1994年     |
| 第50回 1993（平成5）年度  | 1994年 | 第二部 | 小説・評論 | 竹西寛子                  | 作家・評論家としての業績に対し                                 | 1994年     |
| 第50回 1993（平成5）年度  | 1994年 | 第三部 | 洋楽       | 吉田雅夫 （恩賜賞）       | フルート演奏家及び洋楽界に尽くした業績に対し                   |            |
| 第50回 1993（平成5）年度  | 1994年 | 第三部 | 邦楽       | 山彦節子                  | 河東節の演奏家としての業績に対し                               |            |

### 第51回から第60回
| 回・年度                  | 授賞年 | 部     | 専門                     | 氏名                  | 受賞理由 | 芸術院会員 |
| ------------------------- | ------ | ------ | ------------------------ | --------------------- | --- | ---------- |
| 第51回 1994（平成6）年度  | 1995年 | 第一部 | 洋画                     | 織田廣喜 （恩賜賞）   | 洋画「夕やけ空の風景」に対し                                                                                   | 1995年     |
| 第51回 1994（平成6）年度  | 1995年 | 第一部 | 日本画                   | 上村淳之              | 日本画「雁金」に対し                                                                                           | 2002年     |
| 第51回 1994（平成6）年度  | 1995年 | 第一部 | 書                       | 高木聖鶴              | 書「春」に対し                                                                                                 |            |
| 第51回 1994（平成6）年度  | 1995年 | 第一部 | 建築                     | 柳澤孝彦              | 建築「郡山市立美術館」及び一連の美術館・記念館の建築設計に対し                                                 |            |
| 第51回 1994（平成6）年度  | 1995年 | 第二部 | 詩・評論                 | 大岡信 （恩賜賞）     | 詩人及び評論家としての業績に対し                                                                               | 1995年     |
| 第51回 1994（平成6）年度  | 1995年 | 第二部 | 小説・詩・評論           | 清岡卓行              | 詩・小説・評論にわたる作家としての業績に対し                                                                   | 1996年     |
| 第51回 1994（平成6）年度  | 1995年 | 第二部 | 小説                     | 陳舜臣                | 作家としての業績に対し                                                                                         | 1996年     |
| 第51回 1994（平成6）年度  | 1995年 | 第三部 | 邦楽                     | 金剛巌                | 能楽界に尽くした業績に対し                                                                                     |            |
| 第51回 1994（平成6）年度  | 1995年 | 第三部 | 邦楽                     | 山口五郎              | 尺八演奏家としての業績に対し                                                                                   |            |
| 第52回 1995（平成7）年度  | 1996年 | 第一部 | 建築                     | 岡田新一 （恩賜賞）   | 建築「宮崎県立美術館」及び一連の建築設計に対し                                                                 | 2004年     |
| 第52回 1995（平成7）年度  | 1996年 | 第一部 | 洋画                     | 奥谷博                | 洋画「月露」に対し                                                                                             | 1996年     |
| 第52回 1995（平成7）年度  | 1996年 | 第一部 | 彫塑                     | 橋本堅太郎            | 彫塑「竹園生」に対し                                                                                           | 1996年     |
| 第52回 1995（平成7）年度  | 1996年 | 第一部 | 工芸                     | 大塩正義              | 工芸「樹相」に対し                                                                                             |            |
| 第52回 1995（平成7）年度  | 1996年 | 第一部 | 書                       | 榎倉香邨              | 書「流翳」に対し                                                                                               |            |
| 第52回 1995（平成7）年度  | 1996年 | 第三部 | 演劇                     | 中村又五郎 （恩賜賞） | 歌舞伎界の進歩に貢献した業績に対し                                                                             |            |
| 第52回 1995（平成7）年度  | 1996年 | 第三部 | 洋楽                     | 木村俊光              | 声楽家としての業績に対し                                                                                       |            |
| 第52回 1995（平成7）年度  | 1996年 | 第三部 | 邦楽                     | 金春惣右衛門          | 能楽界に尽くした業績に対し                                                                                     | 2005年     |
| 第53回 1996（平成8）年度  | 1997年 | 第一部 | 洋画                     | 寺島龍一 （恩賜賞）   | 洋画「アンダルシア讚」に対し                                                                                   | 1998年     |
| 第53回 1996（平成8）年度  | 1997年 | 第一部 | 日本画                   | 中路融人              | 日本画「映象」に対し                                                                                           | 2001年     |
| 第53回 1996（平成8）年度  | 1997年 | 第一部 | 彫塑                     | 雨宮淳                | 彫塑「韻」に対し                                                                                               | 2001年     |
| 第53回 1996（平成8）年度  | 1997年 | 第一部 | 工芸                     | 河合誓德              | 工芸「行雲」に対し                                                                                             | 2005年     |
| 第53回 1996（平成8）年度  | 1997年 | 第一部 | 書                       | 甫田鵄川              | 書「菜根譚」に対し                                                                                             |            |
| 第53回 1996（平成8）年度  | 1997年 | 第二部 | 詩歌                     | 森澄雄 （恩賜賞）     | 伝統俳句の代表的作家としての業績に対し                                                                         | 1997年     |
| 第53回 1996（平成8）年度  | 1997年 | 第二部 | 評論                     | 髙橋英夫              | 文芸評論家としての業績に対し                                                                                   | 1997年     |
| 第53回 1996（平成8）年度  | 1997年 | 第三部 | 演劇                     | 吉田簑助              | 文楽人形遣いとしての業績に対し                                                                                 | 2012年     |
| 第53回 1996（平成8）年度  | 1997年 | 第三部 | 舞踊                     | 藤間勘十郎            | 歌舞伎舞踊界に尽くした業績に対し                                                                               | 2014年     |
| 第54回 1997（平成9）年度  | 1998年 | 第一部 | 書                       | 松下芝堂 （恩賜賞）   | 書「花下醉」に対し                                                                                             |            |
| 第54回 1997（平成9）年度  | 1998年 | 第一部 | 洋画                     | 中山忠彦              | 洋画「黒扇」に対し                                                                                             | 1998年     |
| 第54回 1997（平成9）年度  | 1998年 | 第一部 | 彫塑                     | 川﨑普照              | 彫塑「大地」に対し                                                                                             | 2004年     |
| 第54回 1997（平成9）年度  | 1998年 | 第一部 | 工芸                     | 今井政之              | 工芸「赫窯 雙蟹」に対し                                                                                        | 2003年     |
| 第54回 1997（平成9）年度  | 1998年 | 第二部 | 小説                     | 大原富枝 （恩賜賞）   | 作家としての業績に対し                                                                                         | 1998年     |
| 第54回 1997（平成9）年度  | 1998年 | 第二部 | 小説                     | 堀田善衛              | 作家としての業績に対し                                                                                         |            |
| 第54回 1997（平成9）年度  | 1998年 | 第二部 | 詩歌                     | 岡野弘彦              | 歌人としての業績に対し                                                                                         | 1998年     |
| 第54回 1997（平成9）年度  | 1998年 | 第二部 | 詩歌                     | 田村隆一              | 詩人としての業績に対し                                                                                         |            |
| 第54回 1997（平成9）年度  | 1998年 | 第三部 | 邦楽                     | 竹本住大夫 （恩賜賞） | 文楽太夫としての業績に対し                                                                                     | 2002年     |
| 第55回 1998（平成10）年度 | 1999年 | 第一部 | 工芸                     | 西本瑛泉 （恩賜賞）   | 工芸 玄窯縄文譜「黎明」に対し                                                                                  |            |
| 第55回 1998（平成10）年度 | 1999年 | 第一部 | 洋画                     | 島田章三              | 洋画「駅の人たち」に対し                                                                                       | 1999年     |
| 第55回 1998（平成10）年度 | 1999年 | 第一部 | 彫塑                     | 山田良定              | 彫塑「開幕の刻」に対し                                                                                         |            |
| 第55回 1998（平成10）年度 | 1999年 | 第一部 | 書                       | 日比野光鳳            | 書「花」に対し                                                                                                 | 2008年     |
| 第55回 1998（平成10）年度 | 1999年 | 第一部 | 建築                     | 伊東豊雄              | 建築「大館樹海ドーム」の設計に対し                                                                             | 2022年     |
| 第55回 1998（平成10）年度 | 1999年 | 第二部 | 評論・詩歌               | 伊藤信吉 （恩賜賞）   | 評論家・詩人としての業績に対し                                                                                 |            |
| 第55回 1998（平成10）年度 | 1999年 | 第二部 | 小説                     | 加賀乙彦              | 作家としての業績に対し                                                                                         | 2000年     |
| 第55回 1998（平成10）年度 | 1999年 | 第三部 | 洋楽                     | 湯浅譲二 （恩賜賞）   | 作曲家としての業績に対し                                                                                       |            |
| 第55回 1998（平成10）年度 | 1999年 | 第三部 | 邦楽                     | 梅若六郎              | 能楽界に尽くした業績に対し                                                                                     | 2007年     |
| 第55回 1998（平成10）年度 | 1999年 | 第三部 | 邦楽                     | 杵屋喜三郎            | 長唄界に尽くした業績に対し                                                                                     |            |
| 第55回 1998（平成10）年度 | 1999年 | 第三部 | 演劇                     | 中村勘九郎            | 歌舞伎俳優としての業績に対し                                                                                   |            |
| 第55回 1998（平成10）年度 | 1999年 | 第三部 | 舞踊                     | 井上三千子            | 京舞井上流の伝承技術及び「弓流し物語」の演技に対し                                                             | 2013年     |
| 第56回 1999（平成11）年度 | 2000年 | 第一部 | 洋画                     | 庄司榮吉 （恩賜賞）   | 洋画「聴音」に対し                                                                                             | 2000年     |
| 第56回 1999（平成11）年度 | 2000年 | 第一部 | 日本画                   | 那波多目功一          | 日本画「富貴譜」に対し                                                                                         | 2002年     |
| 第56回 1999（平成11）年度 | 2000年 | 第一部 | 工芸                     | 吉賀將夫              | 工芸 萩釉広口陶壺「曜'９９・海」に対し                                                                         |            |
| 第56回 1999（平成11）年度 | 2000年 | 第一部 | 書                       | 梅原清山              | 書「漢鐃歌三章」に対し                                                                                         |            |
| 第56回 1999（平成11）年度 | 2000年 | 第一部 | 建築                     | 長谷川逸子            | 建築「新潟市民芸術文化会館及び周辺ランドスケープ」の設計に対し                                                 |            |
| 第56回 1999（平成11）年度 | 2000年 | 第二部 | 文学                     | 河竹登志夫 （恩賜賞） | 「河竹登志夫歌舞伎論集」をはじめとする演劇評論・研究の業績に対し                                               |            |
| 第56回 1999（平成11）年度 | 2000年 | 第二部 | 小説                     | 小川國夫              | 長年にわたる小説家としての業績に対し                                                                           | 2005年     |
| 第56回 1999（平成11）年度 | 2000年 | 第二部 | 小説                     | 黒井千次              | 長年にわたる小説家としての業績に対し                                                                           | 2000年     |
| 第56回 1999（平成11）年度 | 2000年 | 第二部 | 小説・評論               | 日野啓三              | 小説及び文芸評論家としての業績に対し                                                                           | 2000年     |
| 第56回 1999（平成11）年度 | 2000年 | 第二部 | 評論                     | 川村二郎              | 文芸評論家としての業績に対し                                                                                   | 2005年     |
| 第56回 1999（平成11）年度 | 2000年 | 第三部 | 邦楽                     | 東儀俊美 （恩賜賞）   | 雅楽界に尽くした業績に対し                                                                                     | 2000年     |
| 第56回 1999（平成11）年度 | 2000年 | 第三部 | 邦楽                     | 粟谷菊生              | 能楽喜多流の芸及び能楽界に尽くした業績に対し                                                                   | 2003年     |
| 第56回 1999（平成11）年度 | 2000年 | 第三部 | 舞踊                     | 藤間蘭景              | 日本舞踊界に尽くした業績に対し                                                                                 |            |
| 第57回 2000（平成12）年度 | 2001年 | 第一部 | 書                       | 津金孝邦 （恩賜賞）   | 書「森鷗外の詩」に対し                                                                                         |            |
| 第57回 2000（平成12）年度 | 2001年 | 第一部 | 日本画                   | 福王寺一彦            | 日本画「月の輝く夜に 三」に対し                                                                                | 2010年     |
| 第57回 2000（平成12）年度 | 2001年 | 第一部 | 洋画                     | 絹谷幸二              | 洋画「蒼穹夢譚」に対し                                                                                         | 2001年     |
| 第57回 2000（平成12）年度 | 2001年 | 第一部 | 工芸                     | 川尻一寛              | 工芸「豊穰」に対し                                                                                             |            |
| 第57回 2000（平成12）年度 | 2001年 | 第一部 | 建築                     | 山本理顕              | 建築「埼玉県立大学」の建築設計に対し                                                                           |            |
| 第57回 2000（平成12）年度 | 2001年 | 第二部 | 小説・詩                 | 伊藤桂一 （恩賜賞）   | 長年にわたる小説と詩の業績に対し                                                                               | 2001年     |
| 第57回 2000（平成12）年度 | 2001年 | 第二部 | 文学                     | 菅野昭正              | 文芸評論活動及びフランス文学研究の業績に対し                                                                   | 2003年     |
| 第57回 2000（平成12）年度 | 2001年 | 第三部 | 邦楽                     | 近藤乾之助            | 「是界」白頭・「柏崎」舞入の演技に対して                                                                       |            |
| 第57回 2000（平成12）年度 | 2001年 | 第三部 | 演劇                     | 澤村田之助            | 歌舞伎俳優としての業績に対して                                                                                 |            |
| 第57回 2000（平成12）年度 | 2001年 | 第三部 | 舞踊                     | 花柳芳次郎            | 日本舞踊の伝承と発展に尽くした業績に対して                                                                     | 2011年     |
| 第58回 2001（平成13）年度 | 2002年 | 第一部 | 洋画                     | 淸原啓一 （恩賜賞）   | 洋画「花園の遊鶏」                                                                                             | 2002年     |
| 第58回 2001（平成13）年度 | 2002年 | 第一部 | 彫塑                     | 蛭田二郎              | 彫塑「告知－二〇〇一－」                                                                                       | 2005年     |
| 第58回 2001（平成13）年度 | 2002年 | 第一部 | 書                       | 桑田三舟              | 書「春秋」 |            |
| 第58回 2001（平成13）年度 | 2002年 | 第二部 | 評論                     | 高階秀爾 （恩賜賞）   | 長年の業績（豊かな学識の上にたった芸術文化に対する評論）に対し                                                 | 2015年     |
| 第58回 2001（平成13）年度 | 2002年 | 第三部 | 洋楽                     | 岩城宏之 （恩賜賞）   | オーケストラ指揮者としての業績に対し                                                                           | 2003年     |
| 第58回 2001（平成13）年度 | 2002年 | 第三部 | 邦楽                     | 関根祥六              | 能楽界に尽くした業績に対し                                                                                     |            |
| 第58回 2001（平成13）年度 | 2002年 | 第三部 | 邦楽                     | 山勢松韻              | 山田流箏曲の演奏と保存伝承の業績に対し                                                                         | 2008年     |
| 第58回 2001（平成13）年度 | 2002年 | 第三部 | 邦楽                     | 米川敏子              | 長年にわたる地唄・箏曲の演奏家としての業績に対し                                                               |            |
| 第58回 2001（平成13）年度 | 2002年 | 第三部 | 舞踊                     | 尾上菊之丞            | 日本舞踊界に尽くした業績に対し                                                                                 | 2024年     |
| 第59回 2002（平成14）年度 | 2003年 | 第一部 | 彫塑                     | 澄川喜一 （恩賜賞）   | 彫塑「そりのあるかたち二〇〇二」に対し                                                                         | 2004年     |
| 第59回 2002（平成14）年度 | 2003年 | 第一部 | 日本画                   | 岩倉壽                | 日本画「南の窓」に対し                                                                                         | 2006年     |
| 第59回 2002（平成14）年度 | 2003年 | 第一部 | 洋画                     | 塗師祥一郎            | 洋画「春を待つ山間」に対し                                                                                     | 2003年     |
| 第59回 2002（平成14）年度 | 2003年 | 第一部 | 工芸                     | 大角勲                | 工芸「天地守道（生）」に対し                                                                                   |            |
| 第59回 2002（平成14）年度 | 2003年 | 第一部 | 書                       | 井茂圭洞              | 書「清流」に対し                                                                                               | 2012年     |
| 第59回 2002（平成14）年度 | 2003年 | 第一部 | 建築                     | 栗生明                | 建築「平等院宝物館の建築設計」に対し                                                                           |            |
| 第59回 2002（平成14）年度 | 2003年 | 第二部 | 小説                     | 津村節子 （恩賜賞）   | 長年にわたる作家としての業績に対し                                                                             | 2003年     |
| 第59回 2002（平成14）年度 | 2003年 | 第二部 | 詩歌                     | 金子兜太              | 第十三句集「東国抄」「金子兜太集（全四巻）」に対し                                                             | 2005年     |
| 第59回 2002（平成14）年度 | 2003年 | 第二部 | 詩歌                     | 馬場あき子            | 長年にわたる歌人としての業績に対し                                                                             | 2003年     |
| 第59回 2002（平成14）年度 | 2003年 | 第二部 | 詩歌                     | まど・みちお          | 詩および童謡創作における長年の業績に対し                                                                       |            |
| 第59回 2002（平成14）年度 | 2003年 | 第三部 | 邦楽                     | 芝祐靖 （恩賜賞）     | 長年にわたる雅楽界の発展に尽くした業績に対し                                                                   | 2003年     |
| 第59回 2002（平成14）年度 | 2003年 | 第三部 | 邦楽                     | 竹本綱大夫            | 文楽太夫としての業績に対し                                                                                     |            |
| 第59回 2002（平成14）年度 | 2003年 | 第三部 | 邦楽                     | 東音宮田哲男          | 長年にわたる長唄界に尽くした業績に対し                                                                         | 2015年     |
| 第59回 2002（平成14）年度 | 2003年 | 第三部 | 邦楽                     | 友枝昭世              | 能楽界の発展に尽くした業績に対し                                                                               | 2011年     |
| 第60回 2003（平成15）年度 | 2004年 | 第一部 | 書                       | 新井光風 （恩賜賞）   | 書「明且鮮」に対し                                                                                             |            |
| 第60回 2003（平成15）年度 | 2004年 | 第一部 | 日本画                   | 宇佐美江中            | 日本画「暮れゆく函館」に対し                                                                                   |            |
| 第60回 2003（平成15）年度 | 2004年 | 第一部 | 洋画                     | 山本貞                | 洋画「少年のいる夏」に対し                                                                                     | 2004年     |
| 第60回 2003（平成15）年度 | 2004年 | 第一部 | 彫塑                     | 山本眞輔              | 彫塑「生生流転」に対し                                                                                         | 2008年     |
| 第60回 2003（平成15）年度 | 2004年 | 第一部 | 工芸                     | 伊藤裕司              | 工芸「スサノオ聚抄」に対し                                                                                     | 2011年     |
| 第60回 2003（平成15）年度 | 2004年 | 第一部 | 建築                     | 宮本忠長              | 建築「松本市美術館の設計」に対し                                                                               |            |
| 第60回 2003（平成15）年度 | 2004年 | 第二部 | 小説・評論               | 中野孝次 （恩賜賞）   | 「風の良寬」「中野孝次作品（全十巻）」「ローマの哲人セネカの言葉」に対し                                       |            |
| 第60回 2003（平成15）年度 | 2004年 | 第二部 | 小説・詩・評論・シナリオ | 富岡多惠子            | 文学から映像分野にまでわたる幅広い創造活動の業績に対し                                                         | 2008年     |
| 第60回 2003（平成15）年度 | 2004年 | 第三部 | 邦楽                     | 鶴澤清治 （恩賜賞）   | 人形浄瑠璃文楽の三味線としての業績に対し                                                                       | 2014年     |
| 第60回 2003（平成15）年度 | 2004年 | 第三部 | 洋楽                     | 前橋汀子              | 長年にわたるヴァイオリン奏者としての演奏に対し                                                                 |            |
| 第60回 2003（平成15）年度 | 2004年 | 第三部 | 邦楽                     | 川瀬白秋              | 歌舞伎の下座（黒御簾）における三曲演奏、特に胡弓の優れた技術並びに「楊貴妃」「二枚櫛」の作曲、演奏の業績に対し |            |
| 第60回 2003（平成15）年度 | 2004年 | 第三部 | 邦楽                     | 富山清琴              | 富筋の地歌・箏曲の伝承の業績及びエジンバラ国際フェスティバルにおける「勤行寺」「残月」の演奏に対し             |            |
| 第60回 2003（平成15）年度 | 2004年 | 第三部 | 舞踊                     | 吾妻徳彌              | 吾妻流二世宗家・吾妻徳穂の後継者としての伝承技術、素踊「供奴」の演技に対し                                     |            |

### 第61回から第70回
| 回・年度                  | 授賞年 | 部     | 専門       | 氏名                  | 受賞理由 | 芸術院会員 |
| ------------------------- | ------ | ------ | ---------- | --------------------- | --- | ---------- |
| 第61回 2004（平成16）年度 | 2005年 | 第一部 | 日本画     | 川﨑春彦 （恩賜賞）   | 日本画「朝明けの湖」に対し | 2006年     |
| 第61回 2004（平成16）年度 | 2005年 | 第一部 | 洋画       | 寺坂公雄              | 洋画「アクロポリスへの道」に対し                                                                                                   | 2005年     |
| 第61回 2004（平成16）年度 | 2005年 | 第一部 | 彫塑       | 能島征二              | 彫塑「慈愛－こもれび」に対し | 2006年     |
| 第61回 2004（平成16）年度 | 2005年 | 第一部 | 書         | 黒野清宇              | 書「梅の花」に対し |            |
| 第61回 2004（平成16）年度 | 2005年 | 第二部 | 短歌       | 前登志夫 （恩賜賞）   | 歌集「鳥總立」をはじめとする長年にわたる短歌の業績に対し                                                                           | 2005年     |
| 第61回 2004（平成16）年度 | 2005年 | 第三部 | 洋楽       | 内田光子 （恩賜賞）   | 国内外での第一級の活躍・業績および後進の育成に対し                                                                                 |            |
| 第61回 2004（平成16）年度 | 2005年 | 第三部 | 邦楽       | 観世喜之              | 能楽の普及、能楽界の発展に尽くした業績に対し                                                                                       |            |
| 第61回 2004（平成16）年度 | 2005年 | 第三部 | 演劇       | 中村福助              | 「積恋雪関扉」での墨染役および「嫗山姥」での八重桐役に対し                                                                         |            |
| 第62回 2005（平成17）年度 | 2006年 | 第一部 | 洋画       | 村田省蔵 （恩賜賞）   | 洋画「春耕」に対し | 2006年     |
| 第62回 2005（平成17）年度 | 2006年 | 第一部 | 日本画     | 福田千惠              | 日本画「ピアニスト」に対し | 2009年     |
| 第62回 2005（平成17）年度 | 2006年 | 第一部 | 彫塑       | 市村緑郎              | 彫塑「間」に対し | 2008年     |
| 第62回 2005（平成17）年度 | 2006年 | 第一部 | 工芸       | 原益夫                | 工芸「エンドレス」に対し |            |
| 第62回 2005（平成17）年度 | 2006年 | 第一部 | 書         | 劉蒼居                | 書「袁枚詩」に対し |            |
| 第62回 2005（平成17）年度 | 2006年 | 第一部 | 建築       | 香山壽夫              | 建築「聖学院大学礼拝堂・講堂」に対し                                                                                               |            |
| 第62回 2005（平成17）年度 | 2006年 | 第二部 | 小説・詩歌 | 辻井喬 （恩賜賞）     | 近作をはじめとする小説群の旺盛な創作活動に対し                                                                                     | 2007年     |
| 第62回 2005（平成17）年度 | 2006年 | 第三部 | 洋楽       | 畑中良輔 （恩賜賞）   | 我が国の声楽とりわけ舞台（オペラ）育成に関する多大な功績に対し                                                                     | 2008年     |
| 第62回 2005（平成17）年度 | 2006年 | 第三部 | 邦楽       | 野村四郎              | 卓越した演技による近年の優れた能楽の舞台成果に対し                                                                                 |            |
| 第62回 2005（平成17）年度 | 2006年 | 第三部 | 演劇       | 坂東三津五郎          | 歌舞伎における基本・伝統継承の業績と新作「道元の月」の演技、「芋堀長者」の振付・演技に対し                                         |            |
| 第63回 2006（平成18）年度 | 2007年 | 第一部 | 書         | 池田桂鳳 （恩賜賞）   | 書「三諸」に対し |            |
| 第63回 2006（平成18）年度 | 2007年 | 第一部 | 日本画     | 土屋禮一              | 日本画「軍鶏」に対し | 2009年     |
| 第63回 2006（平成18）年度 | 2007年 | 第一部 | 洋画       | 大津英敏              | 洋画「朝陽巴里」に対し | 2007年     |
| 第63回 2006（平成18）年度 | 2007年 | 第一部 | 彫塑       | 瀬戸剛                | 彫塑「エチュード」に対し |            |
| 第63回 2006（平成18）年度 | 2007年 | 第一部 | 工芸       | 森野泰明              | 工芸 扁壺「大地」に対し | 2010年     |
| 第63回 2006（平成18）年度 | 2007年 | 第二部 | 小説・詩歌 | 三木卓 （恩賜賞）     | 文学の諸分野にわたる長年の業績に対し                                                                                               | 2007年     |
| 第63回 2006（平成18）年度 | 2007年 | 第三部 | 洋楽       | 栗林義信 （恩賜賞）   | オペラ界での活躍と長年の功績に対し                                                                                                 | 2013年     |
| 第63回 2006（平成18）年度 | 2007年 | 第三部 | 邦楽       | 山本東次郎            | 狂言の伝承・普及を通じ、能楽の発展に尽くした功績に対し                                                                             | 2017年     |
| 第63回 2006（平成18）年度 | 2007年 | 第三部 | 邦楽       | 唯是震一              | 海外及び我が国での箏曲演奏、作曲家としての実績及び後進の育成に対し                                                                 |            |
| 第63回 2006（平成18）年度 | 2007年 | 第三部 | 演劇       | 中村翫雀              | 歌舞伎俳優としての活躍に対し |            |
| 第64回 2007（平成19）年度 | 2008年 | 第一部 | 日本画     | 清水達三 （恩賜賞）   | 日本画「翠響」に対し | 2008年     |
| 第64回 2007（平成19）年度 | 2008年 | 第一部 | 洋画       | 藤森兼明              | 洋画「アドレーション サンビターレ」に対し                                                                                          | 2008年     |
| 第64回 2007（平成19）年度 | 2008年 | 第一部 | 彫塑       | 神戸峰男              | 彫塑「朝」に対し | 2012年     |
| 第64回 2007（平成19）年度 | 2008年 | 第一部 | 書         | 杭迫柏樹              | 書「送茶」に対し |            |
| 第64回 2007（平成19）年度 | 2008年 | 第一部 | 建築       | 鈴木了二              | 建築「金刀比羅宮プロジェクト」に対し                                                                                               |            |
| 第64回 2007（平成19）年度 | 2008年 | 第三部 | 能楽       | 一噌仙幸 （恩賜賞）   | 能の秘曲・三老女を始めとする近年の卓越した笛演奏に対し                                                                             | 2014年     |
| 第64回 2007（平成19）年度 | 2008年 | 第三部 | 歌舞伎     | 中村芝雀              | 近年の歌舞伎女形としての優れた演技に対し                                                                                           |            |
| 第64回 2007（平成19）年度 | 2008年 | 第三部 | 歌舞伎     | 中村時蔵              | 近年の歌舞伎俳優としての優れた演技に対し                                                                                           |            |
| 第64回 2007（平成19）年度 | 2008年 | 第三部 | 舞踊       | 藤間藤太郎            | 永年の日本舞踊家としての業績に対し                                                                                                 |            |
| 第65回 2008（平成20）年度 | 2009年 | 第一部 | 書         | 小山やす子 （恩賜賞） | 書「更級日記抄」に対し |            |
| 第65回 2008（平成20）年度 | 2009年 | 第一部 | 洋画       | 藪野健                | 洋画「ある日アッシジの丘で」に対し                                                                                                 | 2009年     |
| 第65回 2008（平成20）年度 | 2009年 | 第一部 | 彫塑       | 宮瀬富之              | 彫塑「源氏物語絵巻に想う」に対し                                                                                                   | 2022年     |
| 第65回 2008（平成20）年度 | 2009年 | 第二部 | 小説・戯曲 | 井上ひさし （恩賜賞） | 戯曲を中心とする広い領域における長年の業績に対し                                                                                   | 2009年     |
| 第65回 2008（平成20）年度 | 2009年 | 第三部 | 洋楽       | 中村紘子 （恩賜賞）   | ピアノ演奏家として世界的評価を確立した業績に対し                                                                                   |            |
| 第65回 2008（平成20）年度 | 2009年 | 第三部 | 能楽       | 観世銕之丞            | 近年の優れた演能の成果に対し |            |
| 第65回 2008（平成20）年度 | 2009年 | 第三部 | 文楽       | 豊竹咲大夫            | 文楽大夫としての近年の卓越した演技に対し                                                                                           | 2023年     |
| 第65回 2008（平成20）年度 | 2009年 | 第三部 | 邦楽       | 杵屋巳太郎            | 長唄、特に歌舞伎音楽の確実な伝承と優れた演奏技術に対し                                                                             |            |
| 第65回 2008（平成20）年度 | 2009年 | 第三部 | 邦楽       | 豊英秋                | 長年にわたる雅楽演奏家としての業績に対し                                                                                           | 2020年     |
| 第66回 2009（平成21）年度 | 2010年 | 第一部 | 洋画       | 山本文彦 （恩賜賞）   | 洋画「樹想」に対し | 2010年     |
| 第66回 2009（平成21）年度 | 2010年 | 第一部 | 工芸       | 武腰敏昭              | 工芸「湖畔・彩釉花器」に対し | 2010年     |
| 第66回 2009（平成21）年度 | 2010年 | 第一部 | 書         | 樽本樹邨              | 書「富陽妙庭観董雙成故宅發地得丹鼎」に対し                                                                                         |            |
| 第66回 2009（平成21）年度 | 2010年 | 第一部 | 建築       | 北川原温              | 建築「中村キース・へリング美術館」に対し                                                                                           |            |
| 第66回 2009（平成21）年度 | 2010年 | 第二部 | 評論・翻訳 | 粟津則雄 （恩賜賞）   | 文学を中心にした芸術各分野における長年の活動に対し                                                                                 | 2010年     |
| 第66回 2009（平成21）年度 | 2010年 | 第三部 | 洋楽       | 大野和士 （恩賜賞）   | 今日までの指揮業績に対し |            |
| 第66回 2009（平成21）年度 | 2010年 | 第三部 | 文楽       | 桐竹勘十郎            | 文楽人形遣いとして高度な技をもった活躍及び文楽界における貢献に対し                                                                 | 2025年     |
| 第66回 2009（平成21）年度 | 2010年 | 第三部 | 邦楽       | 今藤政太郎            | 長唄界に尽くした業績に対し |            |
| 第66回 2009（平成21）年度 | 2010年 | 第三部 | 邦楽       | 常磐津文字兵衛        | 常磐津節の歌舞伎上演における演奏及び幅広い分野での創作演奏活動に対し                                                               |            |
| 第67回 2010（平成22）年度 | 2011年 | 第一部 | 日本画     | 山﨑隆夫 （恩賜賞）   | 日本画「海煌」に対し | 2012年     |
| 第67回 2010（平成22）年度 | 2011年 | 第一部 | 書         | 黒田賢一              | 書「小倉山」に対し | 2019年     |
| 第67回 2010（平成22）年度 | 2011年 | 第一部 | 建築       | 古谷誠章              | 建築「茅野市民館」に対し |            |
| 第67回 2010（平成22）年度 | 2011年 | 第二部 | 戯曲・評論 | 山崎正和 （恩賜賞）   | 戯曲及び評論の長年の業績に対し | 2011年     |
| 第67回 2010（平成22）年度 | 2011年 | 第三部 | 洋楽       | 栗山昌良 （恩賜賞）   | 長年の日本オペラ界への功績に対し                                                                                                   |            |
| 第67回 2010（平成22）年度 | 2011年 | 第三部 | 能楽       | 山本孝                | 卓越した演技による近年の舞台成果及び後進の指導など能楽の振興発展に尽くした業績に対し                                               |            |
| 第67回 2010（平成22）年度 | 2011年 | 第三部 | 歌舞伎     | 中村橋之助            | 「一谷嫩軍記」（芝翫型）の熊谷役など近年における歌舞伎立役の演技に対し                                                             |            |
| 第67回 2010（平成22）年度 | 2011年 | 第三部 | 文楽       | 野澤錦糸              | 文楽三味線方として長年研鑽を積み、埋もれた古曲の復活など多大な成果を上げた業績に対し                                               |            |
| 第67回 2010（平成22）年度 | 2011年 | 第三部 | 邦楽       | 野坂操壽              | 箏音楽を追求し続ける演奏活動に対し                                                                                                 |            |
| 第68回 2011（平成23）年度 | 2012年 | 第一部 | 洋画       | 池口史子 （恩賜賞）   | 洋画「深まる秋」に対し | 2012年     |
| 第68回 2011（平成23）年度 | 2012年 | 第一部 | 彫塑       | 吉野穀                | 彫塑「夏の終り’11」に対し | 2020年     |
| 第68回 2011（平成23）年度 | 2012年 | 第一部 | 工芸       | 宮田亮平              | 工芸「シュプリンゲン『翔』」に対し                                                                                                 | 2023年     |
| 第68回 2011（平成23）年度 | 2012年 | 第一部 | 書         | 星弘道                | 書「李頎詩 贈張旭」に対し | 2022年     |
| 第68回 2011（平成23）年度 | 2012年 | 第二部 | 評論・翻訳 | 三浦雅士 （恩賜賞）   | 「青春の終焉」、「漱石－母に愛されなかった子」、「人生という作品」など、独自の視点から温かい理解と成熟を深めている批評の業績に対し | 2012年     |
| 第68回 2011（平成23）年度 | 2012年 | 第三部 | 邦楽       | 山本邦山 （恩賜賞）   | 古典尺八の奏法を基盤に置きながら、その豊かな感性を発揮して、数多くの作品を創作。尺八の魅力を世間に示した功績に対し                 |            |
| 第68回 2011（平成23）年度 | 2012年 | 第三部 | 文楽       | 鶴澤藤蔵              | 近松物の復曲演奏や義太夫の実演解説、埋もれた作品の復曲出演等の功績に対し                                                           |            |
| 第68回 2011（平成23）年度 | 2012年 | 第三部 | 邦楽       | 笠置侃一              | 雅楽発祥の地の楽人として長年演奏に従事し、その文化的価値と芸術性を追求した功績に対し                                               |            |
| 第69回 2012（平成24）年度 | 2013年 | 第一部 | 建築       | 槇文彦 （恩賜賞）     | 建築「名古屋大学豊田講堂」に対し                                                                                                   | 2015年     |
| 第69回 2012（平成24）年度 | 2013年 | 第一部 | 日本画     | 能島和明              | 日本画「鐘巻（黒川能）」に対し |            |
| 第69回 2012（平成24）年度 | 2013年 | 第一部 | 洋画       | 佐藤哲                | 洋画「夏の終わりに」に対し | 2015年     |
| 第69回 2012（平成24）年度 | 2013年 | 第一部 | 工芸       | 寺池静人              | 工芸「富貴想」に対し |            |
| 第69回 2012（平成24）年度 | 2013年 | 第三部 | 邦楽       | 米川文子 （恩賜賞）   | 永年にわたる生田流箏曲・三絃の伝承・演奏家としての業績に対し                                                                       |            |
| 第69回 2012（平成24）年度 | 2013年 | 第三部 | 能楽       | 浅見真州              | 「隅田川」の優れた舞台成果と「重衡」を始め復曲能における顕著な業績に対し                                                           |            |
| 第69回 2012（平成24）年度 | 2013年 | 第三部 | 文楽       | 鶴澤燕三              | 国立劇場文楽賞など多数受賞の文楽三味線弾きの業績に対し                                                                             |            |
| 第69回 2012（平成24）年度 | 2013年 | 第三部 | 洋楽       | 飯守泰次郎            | 永年にわたる指揮活動の功績に対し                                                                                                   | 2014年     |
| 第70回 2013（平成25）年度 | 2014年 | 第三部 | 邦楽       | 小野功龍 （恩賜賞）   | 雅楽伝承の地にあって長年演奏に従事しその継承と文化的価値を高めた功績に対し                                                         |            |
| 第70回 2013（平成25）年度 | 2014年 | 第三部 | 能楽       | 香川靖嗣              | 多年能楽の振興発展に寄与した業績に対し                                                                                             |            |
| 第70回 2013（平成25）年度 | 2014年 | 第三部 | 文楽       | 吉田玉女              | 文楽人形遣いとして時代物の立役に力量を発揮した業績に対し                                                                           |            |
| 第70回 2013（平成25）年度 | 2014年 | 第三部 | 洋楽       | 野島稔                | 国内外正統派ピアニストとしての演奏活動及び後進の育成に対し                                                                         |            |

### 第71回から第80回
| 回・年度                         | 授賞年 | 部     | 専門               | 氏名                  | 受賞理由 | 芸術院会員 |
| -------------------------------- | ------ | ------ | ------------------ | --------------------- | --- | ---------- |
| 第71回 2014（平成26）年度        | 2015年 | 第一部 | 洋画               | 馬越陽子              | 洋画「人間の大河－いのち舞う・不死の愛－」に対し | 2018年     |
| 第71回 2014（平成26）年度        | 2015年 | 第一部 | 建築               | 陶器二三雄            | 建築「文京区立森鷗外記念館」に対し |            |
| 第71回 2014（平成26）年度        | 2015年 | 第二部 | 詩歌               | 吉増剛造 （恩賜賞）   | 長年にわたって広い領域で詩の可能性を追求した業績に対し                                                                                                 | 2015年     |
| 第71回 2014（平成26）年度        | 2015年 | 第二部 | 詩歌               | 鷹羽狩行              | 長年にわたる俳人としての業績に対し | 2015年     |
| 第71回 2014（平成26）年度        | 2015年 | 第三部 | 能楽               | 柿原崇志 （恩賜賞）   | 能楽囃子方として多年に亘り能楽の振興発展と継承者育成に寄与した業績に対し                                                                               |            |
| 第71回 2014（平成26）年度        | 2015年 | 第三部 | 邦楽               | 都一中                | 古曲一中節の伝承保存・優れた演奏・海外における紹介普及等の業績に対し                                                                                   |            |
| 第71回 2014（平成26）年度        | 2015年 | 第三部 | 邦楽               | 米川敏子              | 生田流箏曲（唄・箏・三絃）を伝承しその優れた演奏・作品・海外における日本音楽の紹介に対し                                                               |            |
| 第71回 2014（平成26）年度        | 2015年 | 第三部 | 舞踊               | 山村友五郎            | 三代目山村友五郎襲名披露公演における優れた舞台成果に対し                                                                                               |            |
| 第72回 2015（平成27）年度        | 2016年 | 第一部 | 日本画             | 後藤純男 （恩賜賞）   | 日本画「大和の雪」に対し |            |
| 第72回 2015（平成27）年度        | 2016年 | 第一部 | 彫塑               | 山田朝彦              | 彫塑「朝の響き」に対し | 2020年     |
| 第72回 2015（平成27）年度        | 2016年 | 第一部 | 工芸               | 春山文典              | 工芸｢宙の河」に対し | 2019年     |
| 第72回 2015（平成27）年度        | 2016年 | 第二部 | 小説               | 辻原登 （恩賜賞）     | 小説を中心とする多年にわたる文学的業績に対し | 2016年     |
| 第72回 2015（平成27）年度        | 2016年 | 第二部 | 詩歌               | 宇多喜代子            | 長年にわたる俳界における実作・評論の業績に対し | 2016年     |
| 第72回 2015（平成27）年度        | 2016年 | 第三部 | 歌舞伎             | 坂東玉三郎 （恩賜賞） | 歌舞伎女形を代表する活躍及び演技の成果に対し | 2019年     |
| 第72回 2015（平成27）年度        | 2016年 | 第三部 | 能楽               | 髙橋章                | 能楽における優れた舞台成果と後進育成の業績に対し |            |
| 第72回 2015（平成27）年度        | 2016年 | 第三部 | 歌舞伎             | 中村歌六              | 歌舞伎脇役において深く掘り下げる芸風に対し |            |
| 第72回 2015（平成27）年度        | 2016年 | 第三部 | 舞踊               | 中村梅彌              | 日本舞踊における優れた作舞，後進育成の業績に対し |            |
| 第73回 2016（平成28）年度        | 2017年 | 第一部 | 書                 | 高木聖雨 （恩賜賞）   | 書「協戮」に対し | 2020年     |
| 第73回 2016（平成28）年度        | 2017年 | 第一部 | 日本画             | 西田俊英              | 日本画「森の住人」に対し | 2017年     |
| 第73回 2016（平成28）年度        | 2017年 | 第一部 | 洋画               | 根岸右司              | 洋画「古潭風声」に対し | 2017年     |
| 第73回 2016（平成28）年度        | 2017年 | 第二部 | 評論               | 渡辺保 （恩賜賞）     | 演劇全般，特に伝統演劇の本質を綿密かつ精緻に探究した長年にわたる評論の業績に対し                                                                       | 2017年     |
| 第73回 2016（平成28）年度        | 2017年 | 第二部 | 小説               | 髙樹のぶ子            | 様々な類型の人間関係の機微を緻密に考察し，豊かな物語性を織りこんだ小説を造型した業績に対し                                                             | 2017年     |
| 第73回 2016（平成28）年度        | 2017年 | 第三部 | 洋楽               | 一柳慧 （恩賜賞）     | 長年にわたる幅広い作曲活動と常に新しい世界を切り開いていく積極的な姿勢に対し                                                                           |            |
| 第73回 2016（平成28）年度        | 2017年 | 第三部 | 能楽               | 大槻文藏              | 能の最高秘曲と復曲における優れた舞台成果，大阪能楽界の発展及び後進育成の業績に対し                                                                     |            |
| 第73回 2016（平成28）年度        | 2017年 | 第三部 | 歌舞伎             | 市川左團次            | 「助六由縁江戸桜」の髭の意休役，「仮名手本忠臣蔵」の高師直役及び桃井若狭之助役における演技に対し                                                       |            |
| 第73回 2016（平成28）年度        | 2017年 | 第三部 | 邦楽               | 鳥羽屋里長            | 長年にわたり歌舞伎長唄に尽くした業績に対し |            |
| 第74回 2017（平成29）年度        | 2018年 | 第一部 | 日本画             | 田渕俊夫 （恩賜賞）   | 日本画「渦潮」に対し | 2023年     |
| 第74回 2017（平成29）年度        | 2018年 | 第一部 | 洋画               | 湯山俊久              | 洋画「l’Aube（夜明け）」に対し |            |
| 第74回 2017（平成29）年度        | 2018年 | 第一部 | 工芸               | 三田村有純            | 工芸「月の光 その先に」に対し |            |
| 第74回 2017（平成29）年度        | 2018年 | 第一部 | 書                 | 土橋靖子              | 書「かつしかの里」に対し | 2024年     |
| 第74回 2017（平成29）年度        | 2018年 | 第二部 | 評論・翻訳         | 芳賀徹 （恩賜賞）     | 著書「文明としての徳川日本一六〇三－一八五三年」に対し                                                                                                 | 2019年     |
| 第74回 2017（平成29）年度        | 2018年 | 第三部 | 文楽               | 鶴澤清介 （恩賜賞）   | 長年の文楽公演における三味線の演奏。 子供たちのための新作文楽の作曲。 「かみなり太鼓」（平成二六年七月）、「ふしぎな豆の木」（平成二七年七月）等に対し |            |
| 第74回 2017（平成29）年度        | 2018年 | 第三部 | 歌舞伎             | 中村扇雀              | 「桂川連理柵 帯屋」お絹（平成二九年四月）、「新口村」傾城梅川（平成二九年一一月）等、近年の歌舞伎俳優としての活躍に対し                                |            |
| 第74回 2017（平成29）年度        | 2018年 | 第三部 | 舞踊               | 花柳寿楽              | 平成二九年に上演された「一人の乱」、「関の扉」、「高野物狂」の三演目。それぞれ異なった役柄を演じ分けた技柄とその品格の高さに対し                       |            |
| 第75回 2018（平成30）年度        | 2019年 | 第一部 | 書                 | 真神巍堂 （恩賜賞）   | 「碧潯(へきじん)」（平成29年改組新第4回日展出品作）に対し                                                                                              |            |
| 第75回 2018（平成30）年度        | 2019年 | 第一部 | 彫塑               | 池川直                | 「時(とき)の旅人(たびびと)」（平成30年改組新第5回日展出品作）に対し                                                                                    |            |
| 第75回 2018（平成30）年度        | 2019年 | 第一部 | 工芸               | 並木恒延              | 「月出(つきい)ずる」（平成26年改組新第1回日展出品作）に対し                                                                                            |            |
| 第75回 2018（平成30）年度        | 2019年 | 第二部 | 詩・評論           | 荒川洋治 （恩賜賞）   | 処女詩集「水駅(すいえき)」以来，優れた詩集を持続的に刊行するとともに，充実した詩論を展開した業績に対し                                                 | 2019年     |
| 第75回 2018（平成30）年度        | 2019年 | 第二部 | 小説・詩・評論     | 松浦寿輝              | 小説，詩，評論など多くの領域において，高度の水準に達した作品を創造し続けた業績に対し                                                                   | 2019年     |
| 第75回 2018（平成30）年度        | 2019年 | 第三部 | 能楽               | 亀井忠雄 （恩賜賞）   | 能楽の最高秘曲「姨捨(おばすて)」を始めとする様々な曲趣(きょくしゅ)を奏する卓越した技法による舞台成果に対し                                             | 2019年     |
| 第75回 2018（平成30）年度        | 2019年 | 第三部 | 作曲・ピアノ・指揮 | 野平一郎              | 作曲家，ピアニスト，指揮者，プロデューサーとしての長年の秀でた業績に対し                                                                               | 2024年     |
| 第75回 2018（平成30）年度        | 2019年 | 第三部 | 組踊               | 宮城能鳳              | 組踊における卓越した技法による舞台表現とその継承発展に寄与した功績に対し                                                                               | 2024年     |
| 第76回 2019（平成31/令和元）年度 | 2020年 | 第一部 | 日本画             | 村居正之 （恩賜賞）   | 「月照」に対し | 2020年     |
| 第76回 2019（平成31/令和元）年度 | 2020年 | 第一部 | 建築               | 藤森照信              | 「ラ コリーナ近江八幡 草屋根」に対し |            |
| 第76回 2019（平成31/令和元）年度 | 2020年 | 第三部 | 長唄               | 杵屋勝国 （恩賜賞）   | 長年にわたり長唄界と歌舞伎長唄に貢献，並びに後進を育成した業績に対し                                                                                   |            |
| 第76回 2019（平成31/令和元）年度 | 2020年 | 第三部 | 歌舞伎             | 松本幸四郎            | 近年の歌舞伎俳優としての活躍に対し |            |
| 第76回 2019（平成31/令和元）年度 | 2020年 | 第三部 | 舞踊               | 藤間蘭黄              | 日本舞踊における古典を継承するとともに，優れた作品を発表し，日本舞踊のさらなる発展・普及に寄与した功績に対し                                           |            |
| 第77回 2020（令和2）年度         | 2021年 | 第一部 | 日本画             | 千住博 （恩賜賞）     | 「瀧図」に対し | 2022年     |
| 第77回 2020（令和2）年度         | 2021年 | 第一部 | 工芸               | 相武常雄              | 「２０２０の祈り」に対し |            |
| 第77回 2020（令和2）年度         | 2021年 | 第三部 | 指揮・作曲         | 小林研一郎 （恩賜賞） | 長年にわたる音楽芸術文化全体に及ぶ、幅広く卓越した活動に対し                                                                                           |            |
| 第77回 2020（令和2）年度         | 2021年 | 第三部 | 能楽               | 観世清和              | 能「山姥 雪月花之舞」を始め近年の優れた舞台成果に対し                                                                                                  | 2023年     |
| 第77回 2020（令和2）年度         | 2021年 | 第三部 | 歌舞伎             | 片岡孝太郎            | 近年の歌舞伎女方としての舞台成果、活躍に対し |            |
| 第77回 2020（令和2）年度         | 2021年 | 第三部 | 舞踊               | 西川箕乃助            | 日本舞踊における古典の伝承、及び数多くの優れた舞台成果、特に「賤機帯」（令和2年）に対し                                                                |            |
| 第78回 2021（令和3）年度         | 2022年 | 第一部 | 書                 | 牛窪梧十 （恩賜賞）   | 「陸游詩」に対し |            |
| 第78回 2021（令和3）年度         | 2022年 | 第二部 | 小説               | 筒井康隆 （恩賜賞）   | ＳＦ作品から純文学作品まで幅広い創作活動による傑出した文学的業績に対し                                                                                 | 2024年     |
| 第78回 2021（令和3）年度         | 2022年 | 第三部 | その他             | 大窪永夫 （恩賜賞）   | 雅楽の伝承と発展・普及・指導に対し |            |
| 第78回 2021（令和3）年度         | 2022年 | 第三部 | その他             | 竹本葵太夫            | 歌舞伎音楽竹本太夫としての近年の成果に対し |            |
| 第78回 2021（令和3）年度         | 2022年 | 第三部 | その他             | 萩岡松韻              | 山田流箏曲の演奏と後進の育成に対し |            |
| 第79回 2022（令和4）年度         | 2023年 | 第一部 | 工芸               | 大樋年雄 （恩賜賞）   | 「モニュメント・クリフ」に対し | 2025年     |
| 第79回 2022（令和4）年度         | 2023年 | 第一部 | 絵画               | 小灘一紀              | 「伊邪那岐命の悲しみ」に対し |            |
| 第79回 2022（令和4）年度         | 2023年 | 第一部 | 彫刻               | 桒山賀行              | 「過ぎし日」に対し |            |
| 第79回 2022（令和4）年度         | 2023年 | 第一部 | 書                 | 永守蒼穹              | 「松尾芭蕉の句」に対し |            |
| 第79回 2022（令和4）年度         | 2023年 | 第二部 | 詩・文芸評論       | 北川透 （恩賜賞）     | ９年間に及ぶ「現代詩論集成」１巻より５巻までの果敢なる独走に対し                                                                                       |            |
| 第79回 2022（令和4）年度         | 2023年 | 第二部 | 小説               | 小川洋子              | 精力的にユニークな小説世界を生み出し、それを発展させてきた文学的業績に対し                                                                             | 2024年     |
| 第79回 2022（令和4）年度         | 2023年 | 第二部 | 詩・国文学         | 藤井貞和              | 「よく聞きなさい、すぐにここを出るのです。」をはじめとする長年にわたる優れた文学的業績に対し                                                           | 2025年     |
| 第79回 2022（令和4）年度         | 2023年 | 第三部 | 能楽               | 金剛永謹 （恩賜賞）   | 能楽の普及・興隆に寄与するその業績に対し |            |
| 第79回 2022（令和4）年度         | 2023年 | 第三部 | 邦楽（地歌箏曲）   | 藤井泰和              | 生田流箏曲・地歌の演奏、普及活動に対し |            |
| 第80回 2023（令和5）年度         | 2024年 | 第一部 | 建築・デザイン     | 隈研吾 （恩賜賞）     | 「V&A Dundee」に対し | 2025年     |
| 第80回 2023（令和5）年度         | 2024年 | 第一部 | 絵画               | 大矢紀                | 「北の神山」に対し |            |
| 第80回 2023（令和5）年度         | 2024年 | 第一部 | 絵画               | 町田博文              | 「雪はれる」に対し |            |
| 第80回 2023（令和5）年度         | 2024年 | 第一部 | 工芸               | 山岸大成              | 「神々の座『綿津見』」に対し |            |
| 第80回 2023（令和5）年度         | 2024年 | 第一部 | 書                 | 高木厚人              | 「山ざと」に対し |            |
| 第80回 2023（令和5）年度         | 2024年 | 第二部 | 小説・詩           | 多和田葉子 （恩賜賞） | 小説を中心とする多年にわたる文学的業績に対し | 2025年     |
| 第80回 2023（令和5）年度         | 2024年 | 第二部 | 小説               | 桐野夏生              | ミステリーから純文学作品まで幅広い創作活動による傑出した文学的業績に対し                                                                               |            |
| 第80回 2023（令和5）年度         | 2024年 | 第三部 | 能楽               | 福王茂十郎 （恩賜賞） | 長年にわたる能楽の普及・発展ならびに後進の育成等、その顕著な業績に対し                                                                                 |            |
| 第80回 2023（令和5）年度         | 2024年 | 第三部 | 長唄               | 杵屋勝四郎            | 長年の研鑽により長唄唄方として優れた力量を示したことに対し                                                                                             |            |

### 第81回から第90回
| 回・年度                 | 授賞年 | 部     | 専門             | 氏名                | 受賞理由                                                                               | 芸術院会員 |
| ------------------------ | ------ | ------ | ---------------- | ------------------- | -------------------------------------------------------------------------------------- | ---------- |
| 第81回 2024（令和6）年度 | 2025年 | 第一部 | 彫刻             | 勝野眞言 （恩賜賞） | 「蓮」（令和6年第11回日展出品作）に対し                                                |            |
| 第81回 2024（令和6）年度 | 2025年 | 第一部 | 絵画             | 小杉小二郎          | 「トスカーナの窓辺」（令和6年）に対し                                                  |            |
| 第81回 2024（令和6）年度 | 2025年 | 第一部 | 絵画             | 西田眞人            | 「祠る」（令和6年第11回日展出品作）に対し                                              |            |
| 第81回 2024（令和6）年度 | 2025年 | 第一部 | 工芸             | 武腰一憲            | 「月の器・帰路」（令和6年第11回日展出品作）に対し                                      |            |
| 第81回 2024（令和6）年度 | 2025年 | 第一部 | 書               | 日比野博鳳          | 「春への移ろい」（令和6年第11回日展出品作）に対し                                      |            |
| 第81回 2024（令和6）年度 | 2025年 | 第二部 | 小説             | 川上弘美 （恩賜賞） | 「センセイの鞄」「真鶴」など小説を中心とする傑出した文学的業績に対し                   |            |
| 第81回 2024（令和6）年度 | 2025年 | 第二部 | 俳句             | 長谷川櫂            | 「虚空」「松島」など多くの優れた句集と俳論を含む文化論、エッセイなどの多彩な業績に対し |            |
| 第81回 2024（令和6）年度 | 2025年 | 第三部 | 文楽             | 吉田和生 （恩賜賞） | 長年にわたる文楽の普及・発展並びに文楽人形遣いとしての顕著な業績に対し                 |            |
| 第81回 2024（令和6）年度 | 2025年 | 第三部 | 能楽             | 梅若紀彰            | 能「山姥 雪月花之舞」・能「松風 見留」を始めとした優れた舞台成果に対し                 |            |
| 第81回 2024（令和6）年度 | 2025年 | 第三部 | 歌舞伎・日本舞踊 | 尾上松緑            | 最近の活躍、特に「妹背山婦女庭訓」の大判事、新作歌舞伎「荒川十太夫」の成果に対し       |            |